# Specie di Tetragnathidae
Di seguito sono descritte tutte le specie della famiglia di ragni Tetragnathidae note al 27 maggio 2008. I generi Meta, Metellina, Pachygnatha e Tetragnatha sono aggiornati a dicembre 2013.

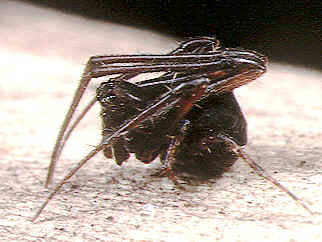
Dolichognatha umbrofila, maschio

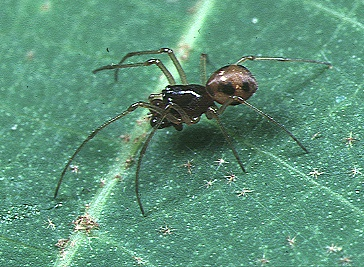
Dyschiriognatha dentata, maschio

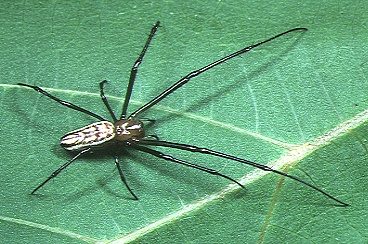
Leucauge celebesiana, femmina

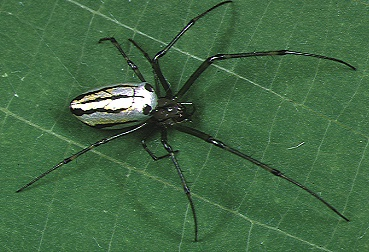
Leucauge blanda, femmina

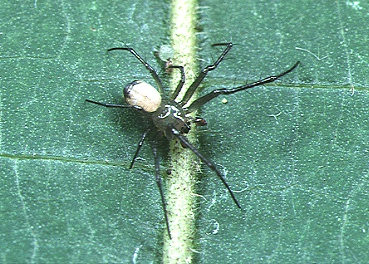
Leucauge crucinota, maschio

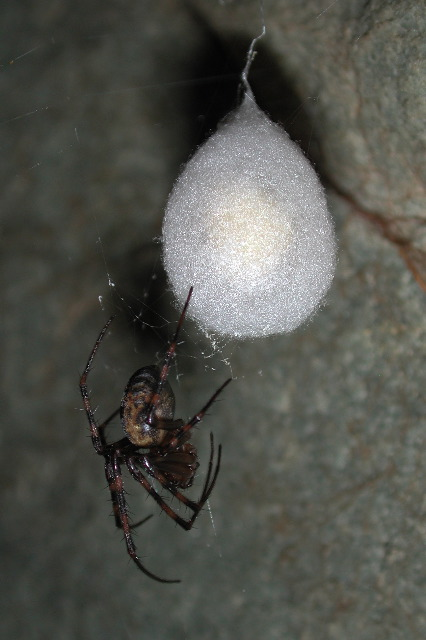
Meta sp. con sacco ovigero

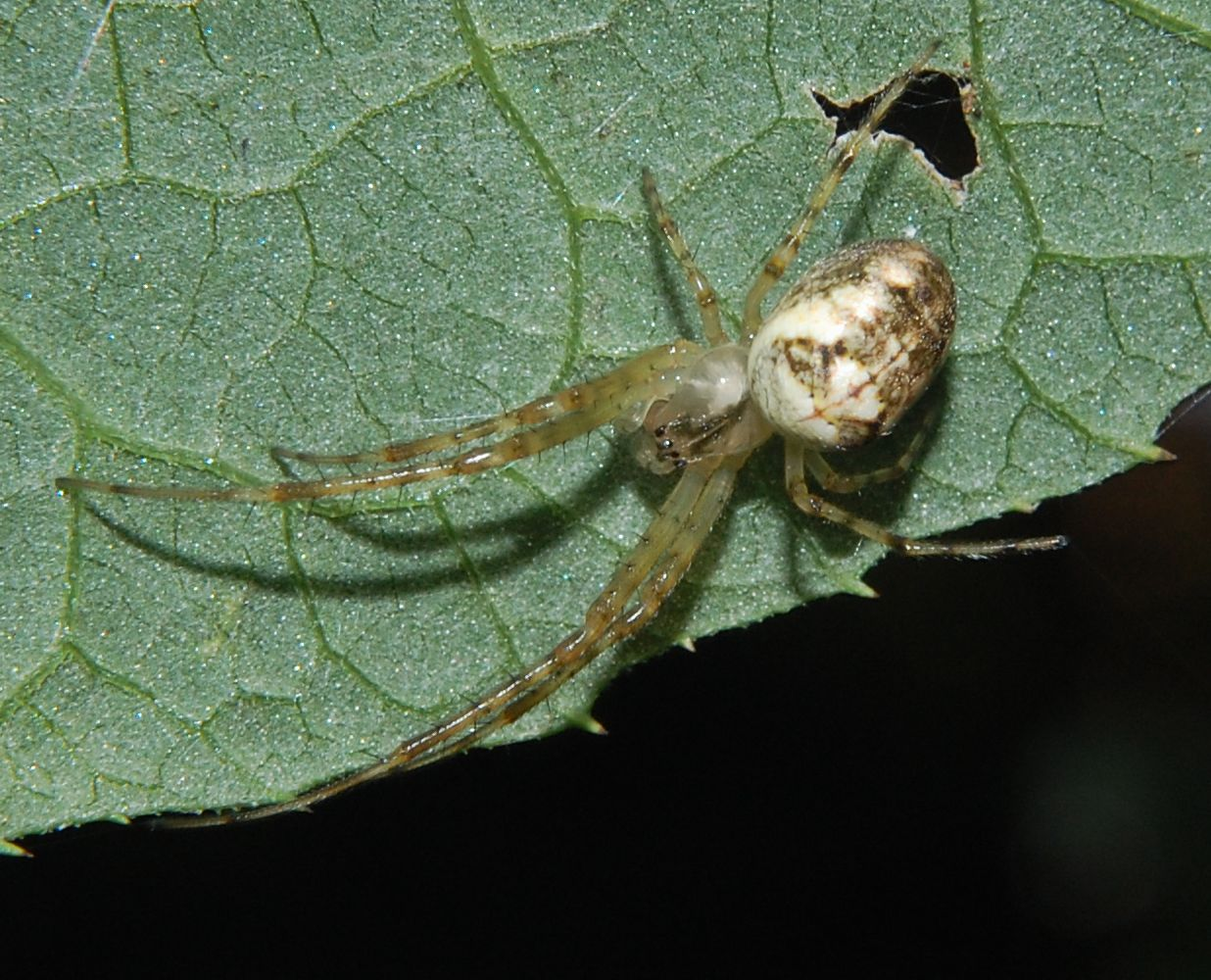
Metellina segmentata

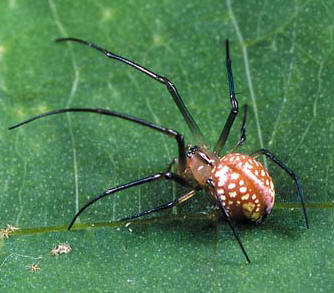
Okileucauge sasakii, femmina

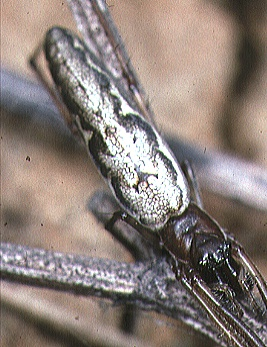
Tetragnatha ceylonica, femmina

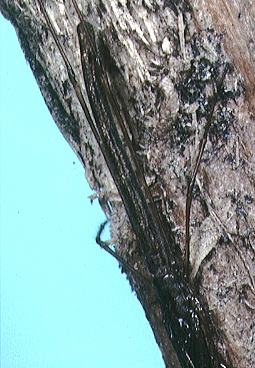
Tetragnatha chaulodius, maschio

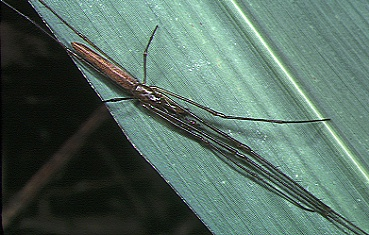
Tetragnatha mandibulata, maschio

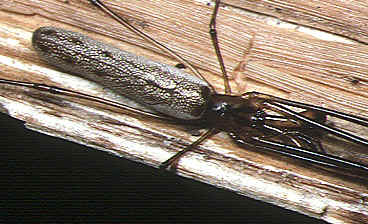
Tetragnatha maxillosa, femmina

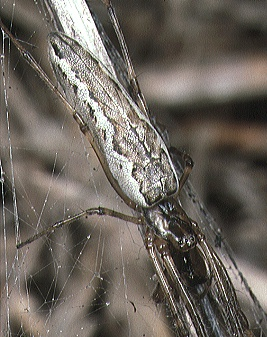
Tetragnatha nitens, femmina

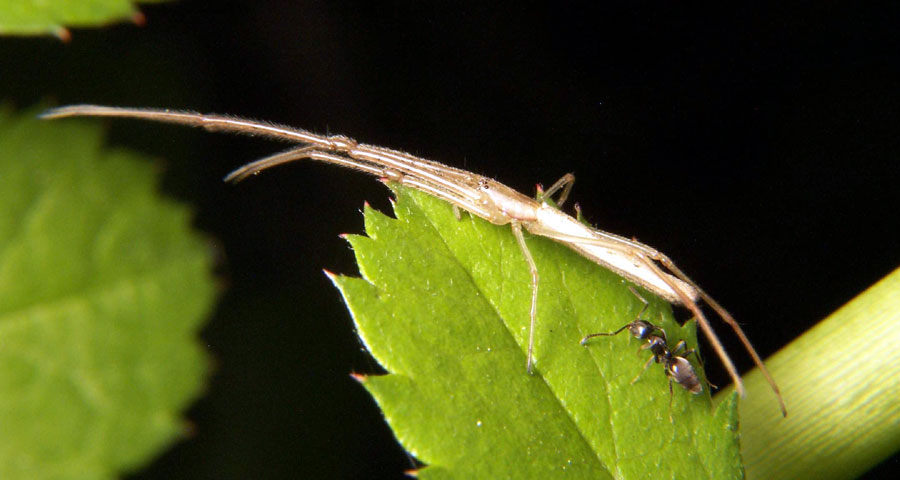
Tetragnatha sp.

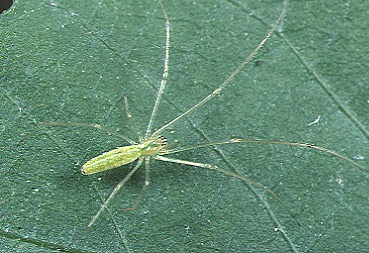
Tetragnatha tanigawai, femmina

## Alcimosphenus
Alcimosphenus Simon, 1895
- Alcimosphenus licinus Simon, 1895[1] — Indie Occidentali

## Allende
Allende Álvarez-Padilla, 2007
- Allende longipes (Nicolet, 1849) — Cile, Argentina
- Allende nigrohumeralis (F. O. P.-Cambridge, 1899) — Isole Juan Fernandez, Cile, Argentina
- Allende patagiatus (Simon, 1901) — Cile, Argentina
- Allende puyehuensis Álvarez-Padilla, 2007 — Cile

## Antillognatha
Antillognatha Bryant, 1945
- Antillognatha lucida Bryant, 1945 — Hispaniola

## Atelidea
Atelidea Simon, 1895
- Atelidea globosa Yamaguchi, 1957 — Giappone
- Atelidea spinosa Simon, 1895 — Sri Lanka

## Atimiosa
Atimiosa Simon, 1895
- Atimiosa comorensis Schmidt & Krause, 1993 — Isole Comore
- Atimiosa quinquemucronata Simon, 1895 — Sri Lanka

## Azilia
Azilia Keyserling, 1881
- Azilia affinis O. P.-Cambridge, 1893 — dagli USA a Panama
- Azilia boudeti Simon, 1895 — Brasile
- Azilia eximia (Mello-Leitão, 1940) — Brasile
- Azilia formosa Keyserling, 1881 — Perù
- Azilia guatemalensis O. P.-Cambridge, 1889 — dall'America centrale al Perù, Isole Saint Vincent e Grenadine
- Azilia histrio Simon, 1895 — Brasile
- Azilia marmorata Mello-Leitão, 1948 — Guyana
- Azilia montana Bryant, 1940 — Cuba
- Azilia rojasi Simon, 1895 — Venezuela
- Azilia vachoni (Caporiacco, 1954) — Guiana francese

## Chrysometa
Chrysometa Simon, 1894
- Chrysometa acinosa Álvarez-Padilla, 2007 — Cile
- Chrysometa adelis Levi, 1986 — Colombia
- Chrysometa alajuela Levi, 1986 — dalla Costa Rica alla Colombia
- Chrysometa alboguttata (O. P.-Cambridge, 1889) — dal Messico alla Colombia
- Chrysometa allija Levi, 1986 — Ecuador
- Chrysometa antonio Levi, 1986 — Colombia
- Chrysometa aramba Levi, 1986 — Brasile
- Chrysometa aureola (Keyserling, 1884) — Brasile, Trinidad
- Chrysometa banos Levi, 1986 — Ecuador
- Chrysometa bella (Banks, 1909) — Costa Rica
- Chrysometa bigibbosa (Keyserling, 1864) — Colombia
- Chrysometa bolivari Levi, 1986 — Ecuador
- Chrysometa bolivia Levi, 1986 — Bolivia, Colombia
- Chrysometa boquete Levi, 1986 — Panama, Colombia
- Chrysometa boraceia Levi, 1986 — Brasile, Paraguay
- Chrysometa brevipes (O. P.-Cambridge, 1889) — Messico, Guatemala
- Chrysometa browni Levi, 1986 — Ecuador
- Chrysometa buenaventura Levi, 1986 — Colombia
- Chrysometa buga Levi, 1986 — Colombia
- Chrysometa butamalal Levi, 1986 — Cile
- Chrysometa cali Levi, 1986 — Colombia
- Chrysometa calima Levi, 1986 — Colombia
- Chrysometa cambara Levi, 1986 — Brasile
- Chrysometa carmelo Levi, 1986 — Colombia
- Chrysometa cebolleta Levi, 1986 — Colombia
- Chrysometa chica Levi, 1986 — Ecuador
- Chrysometa chipinque Levi, 1986 — Messico, Guatemala
- Chrysometa choroni Levi, 1986 — Venezuela
- Chrysometa chulumani Levi, 1986 — Bolivia
- Chrysometa churitepui Levi, 1986 — Venezuela
- Chrysometa claudia Levi, 1986 — Venezuela
- Chrysometa columbicola Strand, 1916 — Colombia
- Chrysometa conspersa (Bryant, 1945) — Hispaniola
- Chrysometa cornuta (Bryant, 1945) — Hispaniola
- Chrysometa craigae Levi, 1986 — Costa Rica
- Chrysometa cuenca Levi, 1986 — Ecuador
- Chrysometa decolorata (O. P.-Cambridge, 1889) — Guatemala
- Chrysometa digua Levi, 1986 — Colombia
- Chrysometa distincta (Bryant, 1940) — Cuba
- Chrysometa donachui Levi, 1986 — Colombia
- Chrysometa duida Levi, 1986 — Venezuela
- Chrysometa eberhardi Levi, 1986 — Colombia
- Chrysometa ecarup Levi, 1986 — Colombia
- Chrysometa eugeni Levi, 1986 — Isole Saint Vincent e Grenadine
- Chrysometa explorans (Chamberlin, 1916) — Perù
- Chrysometa fidelia Levi, 1986 — Colombia
- Chrysometa flava (O. P.-Cambridge, 1894) — dal Messico al Brasile
- Chrysometa flavicans (Caporiacco, 1947) — Brasile, Guyana, Suriname
- Chrysometa fuscolimbata (Archer, 1958) — Giamaica
- Chrysometa guadeloupensis Levi, 1986 — Guadalupa (Antille)
- Chrysometa guttata (Keyserling, 1881) — Colombia, Venezuela, Perù, Brasile
- Chrysometa hamata (Bryant, 1942) — Porto Rico
- Chrysometa heredia Levi, 1986 — Costa Rica
- Chrysometa huanuco Levi, 1986 — Perù
- Chrysometa huila Levi, 1986 — Colombia, Ecuador
- Chrysometa incachaca Levi, 1986 — Colombia
- Chrysometa itaimba Levi, 1986 — Brasile
- Chrysometa jayuyensis (Petrunkevitch, 1930) — Porto Rico
- Chrysometa jelskii Levi, 1986 — Perù
- Chrysometa jordao Levi, 1986 — Brasile
- Chrysometa keyserlingi Levi, 1986 — Colombia
- Chrysometa kochalkai Levi, 1986 — Colombia
- Chrysometa lancetilla Levi, 1986 — Honduras
- Chrysometa lapazensis Levi, 1986 — Bolivia
- Chrysometa lepida (Keyserling, 1881) — Perù
- Chrysometa levii Álvarez-Padilla, 2007 — Cile
- Chrysometa linguiformis (Franganillo, 1930) — Cuba, Giamaica
- Chrysometa ludibunda (Keyserling, 1893) — Brasile, Paraguay
- Chrysometa luisi Levi, 1986 — Ecuador
- Chrysometa machala Levi, 1986 — Ecuador, Perù
- Chrysometa macintyrei Levi, 1986 — Ecuador
- Chrysometa macuchi Levi, 1986 — Ecuador, Perù
- Chrysometa maculata (Bryant, 1945) — Hispaniola
- Chrysometa magdalena Levi, 1986 — Colombia
- Chrysometa maitae Álvarez-Padilla, 2007 — Cile
- Chrysometa malkini Levi, 1986 — Colombia
- Chrysometa marta Levi, 1986 — Colombia
- Chrysometa merida Levi, 1986 — Venezuela
- Chrysometa minuta (Keyserling, 1883) — Brasile
- Chrysometa minza Levi, 1986 — Ecuador
- Chrysometa monticola (Keyserling, 1883) — Perù
- Chrysometa muerte Levi, 1986 — dalla Costa Rica alla Colombia
- Chrysometa niebla Levi, 1986 — Colombia
- Chrysometa nigroventris (Keyserling, 1879) — Colombia o Panama
- Chrysometa nigrovittata (Keyserling, 1865) — Colombia, Ecuador
- Chrysometa nuboso Levi, 1986 — Costa Rica
- Chrysometa nuevagranada Levi, 1986 — Colombia
- Chrysometa obscura (Bryant, 1945) — Hispaniola
- Chrysometa opulenta (Keyserling, 1881) — Perù, Brasile
- Chrysometa otavalo Levi, 1986 — Ecuador
- Chrysometa palenque Levi, 1986 — dal Messico all'Honduras
- Chrysometa pecki Levi, 1986 — Giamaica
- Chrysometa penai Levi, 1986 — Ecuador
- Chrysometa pichincha Levi, 1986 — Ecuador
- Chrysometa pilimbala Levi, 1986 — Colombia
- Chrysometa plana Levi, 1986 — Ecuador
- Chrysometa poas Levi, 1986 — dal Messico a Panama
- Chrysometa puebla Levi, 1986 — Messico
- Chrysometa purace Levi, 1986 — Colombia
- Chrysometa ramon Levi, 1986 — Perù
- Chrysometa raripila (Keyserling, 1893) — Brasile
- Chrysometa rincon Levi, 1986 — Messico
- Chrysometa rubromaculata (Keyserling, 1864) — Colombia o Panama
- Chrysometa sabana Levi, 1986 — Hispaniola
- Chrysometa saladito Levi, 1986 — Colombia
- Chrysometa saramacca Levi, 1986 — Venezuela, Perù, Suriname
- Chrysometa satulla (Keyserling, 1881) — Perù
- Chrysometa satura Levi, 1986 — Costa Rica
- Chrysometa schneblei Levi, 1986 — Colombia, Ecuador
- Chrysometa serachui Levi, 1986 — Colombia
- Chrysometa sevillano Levi, 1986 — Colombia
- Chrysometa sicki Levi, 1986 — Brasile
- Chrysometa sondo Levi, 1986 — Colombia
- Chrysometa sumare Levi, 1986 — Brasile
- Chrysometa sztolcmani Levi, 1986 — Perù
- Chrysometa tenuipes (Keyserling, 1864) — Colombia
- Chrysometa tinajillas Levi, 1986 — Ecuador
- Chrysometa troya Levi, 1986 — Ecuador
- Chrysometa tungurahua Levi, 1986 — Ecuador
- Chrysometa uaza Levi, 1986 — Ecuador, Colombia
- Chrysometa unicolor (Keyserling, 1881) — Colombia o Panama
- Chrysometa universitaria Levi, 1986 — Costa Rica, Panama
- Chrysometa ura Levi, 1986 — Ecuador
- Chrysometa utcuyacu Levi, 1986 — Perù
- Chrysometa valle Levi, 1986 — Colombia
- Chrysometa xavantina Levi, 1986 — Brasile
- Chrysometa yotoco Levi, 1986 — Colombia, Venezuela
- Chrysometa yungas Levi, 1986 — Bolivia
- Chrysometa yunque Levi, 1986 — Porto Rico
- Chrysometa zelotypa (Keyserling, 1883) — dalla Costa Rica al Perù

## Cyrtognatha
Cyrtognatha Keyserling, 1881
- Cyrtognatha aproducta Franganillo, 1926 — Cuba
- Cyrtognatha exilima Mello-Leitão, 1943 — Brasile
- Cyrtognatha globosa Petrunkevitch, 1925 — Panama
- Cyrtognatha nigrovittata Keyserling, 1881 — Perù
- Cyrtognatha serrata Simon, 1897 — Isole Saint Vincent e Grenadine

## Dianleucauge
Dianleucauge Song & Zhu, 1994
- Dianleucauge deelemanae Song & Zhu, 1994 — Cina

## Diphya
Diphya Nicolet, 1849
- Diphya albula (Paik, 1983) — Corea
- Diphya bicolor Vellard, 1926 — Brasile
- Diphya limbata Simon, 1896 — Cile, Argentina
- Diphya macrophthalma Nicolet, 1849 — Cile
- Diphya okumae Tanikawa, 1995 — Cina, Corea, Giappone
- Diphya pumila Simon, 1889 — Madagascar
- Diphya qianica Zhu, Song & Zhang, 2003 — Cina
- Diphya simoni Kauri, 1950 — Sudafrica
- Diphya spinifera Tullgren, 1902 — Cile
- Diphya taiwanica Tanikawa, 1995 — Taiwan
- Diphya tanasevitchi (Zhang, Zhang & Yu, 2003) — Cina

## Dolichognatha
Dolichognatha O. P.-Cambridge, 1869
- Dolichognatha aethiopica Tullgren, 1910 — Africa orientale
- Dolichognatha albida (Simon, 1895) — Sri Lanka, Thailandia
- Dolichognatha baforti (Legendre, 1967) — Congo
- Dolichognatha cygnea (Simon, 1893) — Venezuela
- Dolichognatha deelemanae Smith, 2008 — Borneo
- Dolichognatha ducke Lise, 1993 — Brasile
- Dolichognatha erwini Brescovit & Cunha, 2001 — Brasile
- Dolichognatha incanescens (Simon, 1895) — Sri Lanka, Borneo, Nuova Guinea, Queensland
- Dolichognatha kampa Brescovit & Cunha, 2001 — Brasile
- Dolichognatha kratochvili (Lessert, 1938) — Congo
- Dolichognatha lodiculafaciens (Hingston, 1932) — Guyana
- Dolichognatha longiceps (Thorell, 1895) — Birmania
- Dolichognatha mandibularis (Thorell, 1894) — Sumatra
- Dolichognatha mapia Brescovit & Cunha, 2001 — Brasile
- Dolichognatha maturaca Lise, 1993 — Brasile
- Dolichognatha minuscula (Mello-Leitão, 1940) — Guyana
- Dolichognatha nietneri O. P.-Cambridge, 1869 — Sri Lanka
- Dolichognatha pentagona (Hentz, 1850) — dagli USA al Venezuela
- Dolichognatha petiti (Simon, 1884) — Congo, Bioko (Golfo di Guinea)

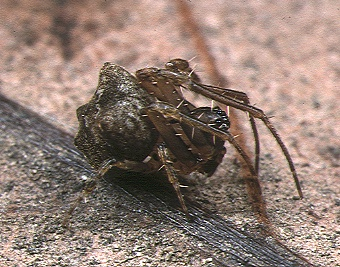
Dolichognatha umbrofila, femmina

- Dolichognatha pinheiral Brescovit & Cunha, 2001 — Brasile
- Dolichognatha proserpina (Mello-Leitão, 1943) — Brasile
- Dolichognatha quadrituberculata (Keyserling, 1883) — Perù
- Dolichognatha raveni Smith, 2008 — Nuova Guinea, Queensland
- Dolichognatha richardi (Marples, 1955) — Isole Samoa
- Dolichognatha spinosa (Petrunkevitch, 1939) — Panama
- Dolichognatha tigrina Simon, 1893 — Indie Occidentali, America meridionale parte settentrionale
- Dolichognatha umbrophila Tanikawa, 1991 — Taiwan, Isola Okinawa

## Doryonychus
Doryonychus Simon, 1900
- Doryonychus raptor Simon, 1900 — Hawaii

## Dyschiriognatha
Dyschiriognatha Simon, 1893

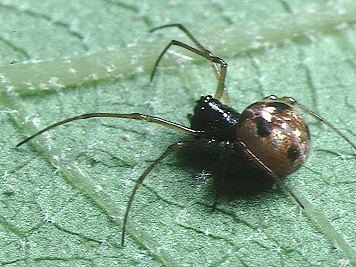
Dyschiriognatha dentata, femmina

- Dyschiriognatha argyrostilba (O. P.-Cambridge, 1876) — dal Camerun all'Egitto, Isola di Sant'Elena, Isole Seychelles
- Dyschiriognatha bedoti Simon, 1893 — Borneo
- Dyschiriognatha dentata Zhu & Wen, 1978 — dal Bangladesh alla Cina, Giappone, Filippine
- Dyschiriognatha lobata Vellard, 1926 — Brasile
- Dyschiriognatha montana Simon, 1897 — Venezuela, Isole Saint Vincent e Grenadine
- Dyschiriognatha oceanica Berland, 1929 — Isole Samoa
- Dyschiriognatha tangi Zhu, Song & Zhang, 2003 — Cina
- Dyschiriognatha upoluensis Marples, 1955 — Isole Samoa, Isola Niue, Isola Aitutaki

## Eryciniolia
Eryciniolia Strand, 1912
- Eryciniolia purpurapunctata (Urquhart, 1889) — Nuova Zelanda

## Glenognatha
Glenognatha Simon, 1887
- Glenognatha argenteoguttata (Berland, 1935) — Isole Marchesi
- Glenognatha australis (Keyserling, 1883) — Perù
- Glenognatha caporiaccoi Platnick, 1993 — Guyana
- Glenognatha centralis Chamberlin, 1925 — Panama
- Glenognatha chamberlini (Berland, 1942) — Isole Australi
- Glenognatha emertoni Simon, 1887 — USA
- Glenognatha foxi (McCook, 1894) — dal Canada a Panama
- Glenognatha gaujoni Simon, 1895 — Ecuador
- Glenognatha gloriae (Petrunkevitch, 1930) — Porto Rico
- Glenognatha heleios Hormiga, 1990 — USA
- Glenognatha hirsutissima (Berland, 1935) — Isole Marchesi
- Glenognatha iviei Levi, 1980 — USA
- Glenognatha lacteovittata (Mello-Leitão, 1944) — Argentina
- Glenognatha maelfaiti Baert, 1987 — Isole Gaáapagos
- Glenognatha minuta Banks, 1898 — Messico
- Glenognatha mira Bryant, 1945 — Hispaniola
- Glenognatha nigromaculata (Berland, 1933) — Isole Marchesi
- Glenognatha phalangiops (Berland, 1942) — Isole Australi
- Glenognatha smilodon Bosmans & Bosselaers, 1994 — Camerun
- Glenognatha spherella Chamberlin & Ivie, 1936 — Messico

## Guizygiella
Guizygiella Zhu, Kim & Song, 1997
- Guizygiella guangxiensis (Zhu & Zhang, 1993) — Cina, Laos
- Guizygiella melanocrania (Thorell, 1887) — dall'India alla Cina
- Guizygiella nadleri (Heimer, 1984) — Cina, Laos, Vietnam
- Guizygiella salta (Yin & Gong, 1996) — Cina

## Hispanognatha
Hispanognatha Bryant, 1945
- Hispanognatha guttata Bryant, 1945 — Hispaniola

## Homalometa
Homalometa Simon, 1897
- Homalometa chiriqui Levi, 1986 — Costa Rica, Panama
- Homalometa nigritarsis Simon, 1897 — Piccole Antille, Messico, Panama
- Homalometa nossa Levi, 1986 — Brasile

## Leucauge
Leucauge White, 1841
- Leucauge abbajae Strand, 1907 — Etiopia
- Leucauge abyssinica Strand, 1907 — Etiopia
- Leucauge acuminata (O. P.-Cambridge, 1889) — America centrale
- Leucauge albomaculata (Thorell, 1899) — Camerun
- Leucauge amanica Strand, 1907 — Africa orientale
- Leucauge analis (Thorell, 1899) — Camerun, Guinea Equatoriale
- Leucauge annulipedella Strand, 1911 — Isole Kei
- Leucauge apicata (Thorell, 1899) — Camerun
- Leucauge arbitrariana Strand, 1913 — Arcipelago delle Bismarck
- Leucauge argentata (O. P.-Cambridge, 1869) — India, Sri Lanka, Nuova Guinea
  - Leucauge argentata marginata Kulczynski, 1911 — Nuova Guinea
- Leucauge argentea (Keyserling, 1865) — Messico, Colombia
- Leucauge argenteanigra (Karsch, 1884) — São Tomé
- Leucauge argentina (Hasselt, 1882) — Singapore, Sumatra, Filippine, Taiwan
  - Leucauge argentina nigriceps Thorell, 1890 — Malaysia
- Leucauge argyra (Walckenaer, 1842) — dagli USA al Brasile
- Leucauge argyrescens Benoit, 1978 — Isole Comore, Isole Seychelles
- Leucauge argyroaffinis Soares & Camargo, 1948 — Brasile
- Leucauge argyrobapta (White, 1841) — Brasile
- Leucauge atrostricta Badcock, 1932 — Paraguay
- Leucauge aurocincta (Thorell, 1877) — Celebes, Ambon (Arcipelago delle Molucche)
- Leucauge auronotum Strand, 1907 — Sudafrica

- Leucauge aurostriata (O. P.-Cambridge, 1897) — Messico, Panama
- Leucauge badiensis Roewer, 1961 — Senegal
- Leucauge beata (Pocock, 1901) — India
- Leucauge bengalensis Gravely, 1921 — India
- Leucauge bimaculata Zhu, Song & Zhang, 2003 — Cina
- Leucauge bituberculata Baert, 1987 — Isole Galapagos

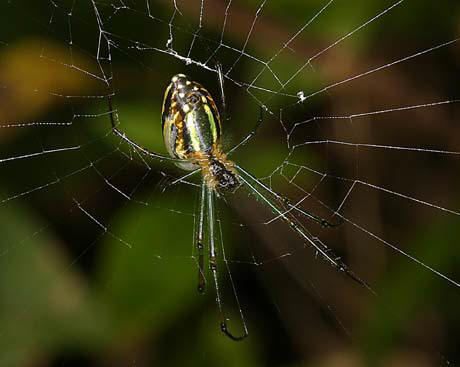
Leucauge blanda, femmina

- Leucauge blanda (L. Koch, 1878) — Russia, Cina, Corea, Taiwan, Giappone
- Leucauge bontoc Barrion & Litsinger, 1995 — Filippine
- Leucauge branicki (Taczanowski, 1874) — Guyana
- Leucauge brevitibialis Tullgren, 1910 — Africa orientale
- Leucauge cabindae (Brito Capello, 1866) — Africa occidentale

- Leucauge camelina Caporiacco, 1940 — Etiopia
- Leucauge camerunensis Strand, 1907 — Camerun
- Leucauge capelloi Simon, 1903 — Guinea Equatoriale
- Leucauge caucaensis Strand, 1908 — Colombia
- Leucauge caudata Hogg, 1914 — Nuova Guinea

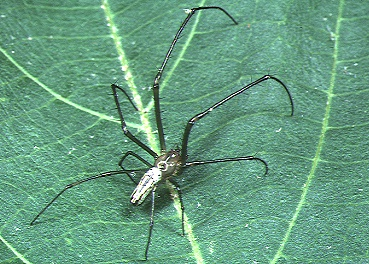
Leucauge blanda, maschio

- Leucauge celebesiana (Walckenaer, 1842) — dall'India alla Cina, Giappone, Celebes, Nuova Guinea
- Leucauge clarki Locket, 1968 — Angola
- Leucauge comorensis Schmidt & Krause, 1993 — Isole Comore
- Leucauge conifera Hogg, 1919 — Sumatra
- Leucauge cordivittata Strand, 1911 — Isole Kei

- Leucauge crucinota (Bösenberg & Strand, 1906) — Cina, Giappone
- Leucauge curta (O. P.-Cambridge, 1889) — Panama
- Leucauge decorata (Blackwall, 1864) — zona paleotropicale

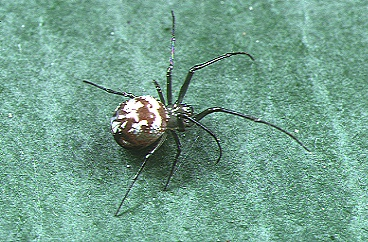
Leucauge crucinota, femmina

  - Leucauge decorata nigricauda Schenkel, 1944 — Timor (Indonesia)
- Leucauge digna (O. P.-Cambridge, 1869) — Isola di Sant'Elena
- Leucauge ditissima (Thorell, 1887) — Sri Lanka, Birmania
- Leucauge dorsotuberculata Tikader, 1982 — India
- Leucauge dromedaria (Thorell, 1881) — Australia, Nuova Zelanda
- Leucauge emertoni (Thorell, 1890) — Isola Nias (Indonesia)
- Leucauge eua Strand, 1911 — Isole Tonga
- Leucauge fasciiventris Kulczynski, 1911 — Nuova Guinea
- Leucauge festiva (Blackwall, 1866) — Africa
- Leucauge fibulata (Thorell, 1892) — Singapore, Sumatra
- Leucauge fishoekensis Strand, 1909 — Sudafrica
- Leucauge formosa (Blackwall, 1863) — Brasile

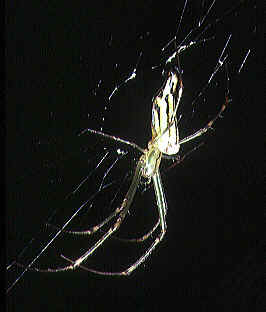
Leucauge decorata, femmina

- - Leucauge formosa pozonae Schenkel, 1953 — Venezuela
- Leucauge fragilis (O. P.-Cambridge, 1889) — Guatemala, Costa Rica
- Leucauge frequens Tullgren, 1910 — Africa orientale
- Leucauge funebris Mello-Leitão, 1930 — Brasile, Guiana francese
- Leucauge gemminipunctata Chamberlin & Ivie, 1936 — Panama
- Leucauge granulata (Walckenaer, 1842) — dalle Isole della Sonda all'Australia
  - Leucauge granulata rimitara Strand, 1911 — Isole Kei
- Leucauge hasselti (Thorell, 1890) — Sumatra
- Leucauge hebridisiana Berland, 1938 — Nuove Ebridi
- Leucauge henryi Mello-Leitão, 1940 — Brasile
- Leucauge idonea (O. P.-Cambridge, 1889) — dal Guatemala al Brasile
- Leucauge ilatele Marples, 1955 — Isole Samoa
- Leucauge insularis (Keyserling, 1865) — Isola Lord Howe, Isole Samoa
- Leucauge iraray Barrion & Litsinger, 1995 — Filippine
- Leucauge isabela Roewer, 1942 — Bioko (Golfo di Guinea)
- Leucauge japonica (Thorell, 1881) — Giappone
- Leucauge kibonotensis Tullgren, 1910 — Africa orientale
- Leucauge lamperti Strand, 1907 — Sri Lanka
- Leucauge lechei Strand, 1908 — Madagascar
- Leucauge lehmannella Strand, 1908 — Colombia
- Leucauge leprosa (Thorell, 1895) — Birmania
- Leucauge levanderi (Kulczynski, 1901) — Etiopia, Congo, Sudafrica
- Leucauge linyphia Simon, 1903 — Guinea Equatoriale
- Leucauge liui Zhu, Song & Zhang, 2003 — Cina
- Leucauge loltuna Chamberlin & Ivie, 1938 — Messico

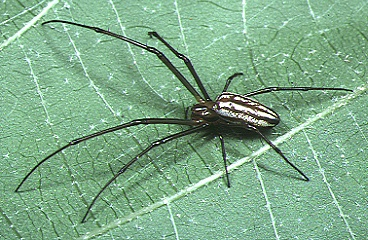
Leucauge magnifica, femmina

- Leucauge lombokiana Strand, 1913 — Lombok e Isole Banda (Indonesia)
- Leucauge longimana (Keyserling, 1881) — Perù
- Leucauge longipes F. O. P.-Cambridge, 1903 — Messico
- Leucauge longula (Thorell, 1878) — Birmania, da Sumatra alla Nuova Guinea
- Leucauge macrochoera (Thorell, 1895) — Birmania, Sumatra
  - Leucauge macrochoera tenasserimensis (Thorell, 1895) — Birmania
- Leucauge magnifica Yaginuma, 1954 — Cina, Corea, Taiwan, Giappone
- Leucauge mahabascapea Barrion & Litsinger, 1995 — Filippine
- Leucauge mahurica Strand, 1913 — Arcipelago delle Bismarck
- Leucauge malkini Chrysanthus, 1975 — Isole Salomone
- Leucauge mammilla Zhu, Song & Zhang, 2003 — Cina
- Leucauge margaritata (Thorell, 1899) — Camerun
- Leucauge mariana (Taczanowski, 1881) — Messico, da Hispaniola al Perù
- Leucauge medjensis Lessert, 1930 — Congo
- Leucauge mendanai Berland, 1933 — Isole Marchesi

- Leucauge meruensis Tullgren, 1910 — Africa orientale

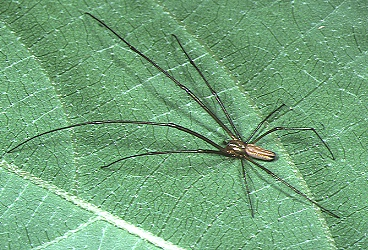
Leucauge magnifica, maschio

  - Leucauge meruensis karagonis Strand, 1913 — Africa orientale
- Leucauge mesomelas (O. P.-Cambridge, 1894) — Messico
- Leucauge moerens (O. P.-Cambridge, 1896) — Messico, America centrale, Portorico
- Leucauge moheliensis Schmidt & Krause, 1993 — Isole Comore
- Leucauge nanshan Zhu, Song & Zhang, 2003 — Cina
- Leucauge nicobarica (Thorell, 1891) — Isole Nicobare
- Leucauge nigricauda Simon, 1903 — Guinea-Bissau, Guinea Equatoriale
- Leucauge nigrocincta Simon, 1903 — Africa occidentale, São Tomé, Bioko (Golfo di Guinea), Isola Principe (Golfo di Guinea)
- Leucauge nigrotarsalis (Doleschall, 1859) — Ambon (Arcipelago delle Molucche)
- Leucauge nitella Zhu, Song & Zhang, 2003 — Cina
- Leucauge obscurella Strand, 1913 — Africa centrale
- Leucauge opiparis Simon, 1907 — São Tomé, Isola Principe (Golfo di Guinea)
- Leucauge papuana Kulczynski, 1911 — Nuova Guinea
- Leucauge parangscipinia Barrion & Litsinger, 1995 — Filippine
- Leucauge pinarensis (Franganillo, 1930) — Cuba
- Leucauge polita (Keyserling, 1893) — Guatemala
- Leucauge pondae Tikader, 1970 — India
- Leucauge popayanensis Strand, 1908 — Colombia
- Leucauge prodiga (L. Koch, 1872) — Isole Samoa
- Leucauge profundifoveata Strand, 1906 — Africa orientale
- Leucauge pulcherrima (Keyserling, 1865) — Colombia, Guiana francese
  - Leucauge pulcherrima ochrerufa (Franganillo, 1930) — Cuba
- Leucauge pusilla (Thorell, 1878) — Ambon (Arcipelago delle Molucche), Isole Andamane
- Leucauge quadrifasciata (Thorell, 1890) — Isola Nias (Indonesia), Malaysia
- Leucauge quadripenicillata (Hasselt, 1893) — Sumatra
- Leucauge regnyi (Simon, 1897) — Indie Occidentali
- Leucauge reimoseri Strand, 1936 — Africa centrale
- Leucauge roseosignata Mello-Leitão, 1943 — Brasile
- Leucauge rubripleura (Mello-Leitão, 1947) — Brasile
- Leucauge rubrotrivittata Simon, 1906 — India
- Leucauge ruwenzorensis Strand, 1913 — Africa centrale
- Leucauge saphes Chamberlin & Ivie, 1936 — Panama
- Leucauge scalaris (Thorell, 1890) — Sumatra
- Leucauge semiventris Strand, 1908 — Colombia
- Leucauge senegalensis Roewer, 1961 — Senegal
- Leucauge severa (Keyserling, 1893) — Brasile
- Leucauge signiventris Strand, 1913 — Africa centrale
- Leucauge simplex F. O. P.-Cambridge, 1903 — Messico
- Leucauge soeensis Schenkel, 1944 — Timor (Indonesia)
- Leucauge speciosissima (Keyserling, 1881) — Perù
- Leucauge spiculosa Bryant, 1940 — Cuba
- Leucauge splendens (Blackwall, 1863) — Brasile
- Leucauge stictopyga (Thorell, 1890) — Sumatra

- Leucauge striatipes (Bradley, 1876) — Australia
- Leucauge subadulta Strand, 1906 — Giappone

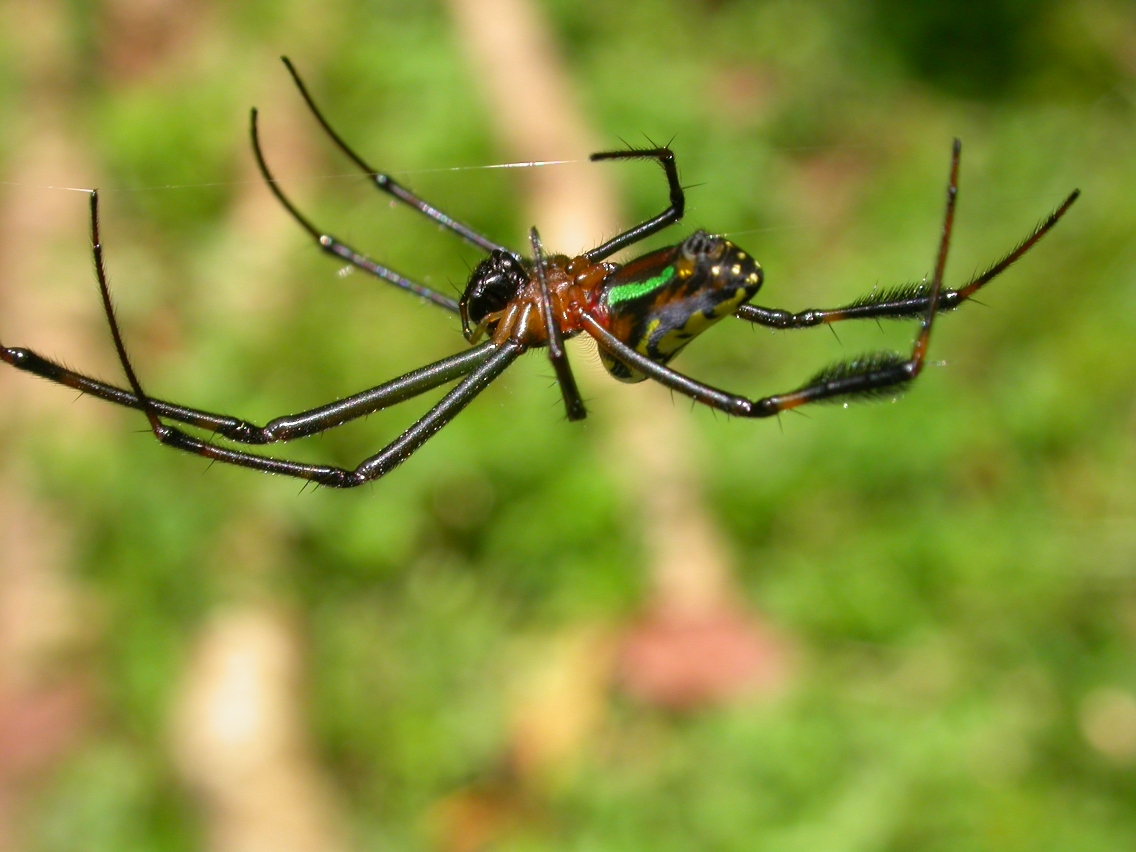
Leucauge tessellata

- Leucauge subgemmea Bösenberg & Strand, 1906 — Russia, Cina, Corea, Giappone
- Leucauge subtessellata Zhu, Song & Zhang, 2003 — Cina
- Leucauge superba (Thorell, 1890) — Isola Nias (Indonesia), Sumatra
- Leucauge synthetica Chamberlin & Ivie, 1936 — Panama
- Leucauge taczanowskii (Marx, 1893) — Guiana francese
- Leucauge tanikawai Zhu, Song & Zhang, 2003 — Cina
- Leucauge tellervo Strand, 1913 — Africa centrale
- Leucauge tessellata (Thorell, 1887) — dall'India alla Cina, Laos, Taiwan, Arcipelago delle Molucche
- Leucauge tetragnathella Strand, 1907 — Madagascar
- Leucauge thomeensis Kraus, 1960 — São Tomé
- Leucauge tredecimguttata (Simon, 1877) — Filippine

- Leucauge tristicta (Thorell, 1891) — Isole Nicobare
- Leucauge tuberculata Wang, 1991 — Cina
- Leucauge tupaqamaru Archer, 1971 — Perù
- Leucauge turbida (Keyserling, 1893) — Brasile
- Leucauge uberta (Keyserling, 1893) — Brasile

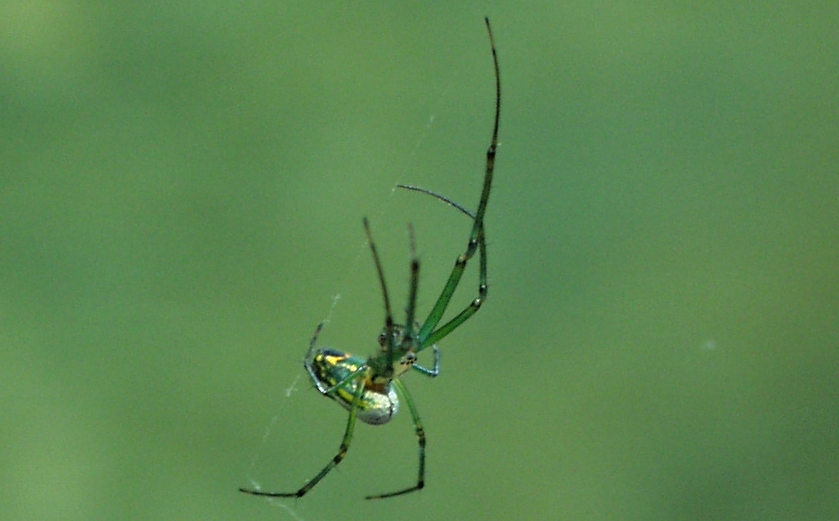
Leucauge venusta

- Leucauge undulata (Vinson, 1863) — Etiopia, Africa orientale, Madagascar, Rodriguez (Mauritius)
- Leucauge ungulata (Karsch, 1879) — Africa occidentale e orientale, Bioko (Golfo di Guinea), São Tomé
- Leucauge venusta (Walckenaer, 1842) — dal Canada a Panama
- Leucauge vibrabunda (Simon, 1896) — Giava
- Leucauge virginis (Strand, 1911) — Isole Aru (Arcipelago delle Molucche)
- Leucauge viridecolorata Strand, 1916 — Giamaica
- Leucauge volupis (Keyserling, 1893) — Brasile, Paraguay
- Leucauge wangi Zhu, Song & Zhang, 2003 — Cina
- Leucauge wokamara Strand, 1911 — Isole Aru (Arcipelago delle Molucche)
- Leucauge wulingensis Song & Zhu, 1992 — Cina
- Leucauge xiaoen Zhu, Song & Zhang, 2003 — Cina
- Leucauge xiuying Zhu, Song & Zhang, 2003 — Cina
- Leucauge zizhong Zhu, Song & Zhang, 2003 — Cina

## Mecynometa
Mecynometa Simon, 1894
- Mecynometa argyrosticta Simon, 1907 — Africa occidentale, Congo
- Mecynometa gibbosa Schmidt & Krause, 1993 — Isole Comore
- Mecynometa globosa (O. P.-Cambridge, 1889) — dal Guatemala al Brasile

## Menosira
Menosira Chikuni, 1955
- Menosira ornata Chikuni, 1955 — Cina, Corea, Giappone

## Mesida
Mesida Kulczynski, 1911
- Mesida argentiopunctata (Rainbow, 1916) — Queensland
- Mesida gemmea (Hasselt, 1882) — dalla Birmania a Giava, Taiwan
- Mesida grayi Chrysanthus, 1975 — Nuova Guinea
- Mesida humilis Kulczynski, 1911 — Nuova Guinea
- Mesida matinika Barrion & Litsinger, 1995 — Filippine
- Mesida mindiptanensis Chrysanthus, 1975 — Nuova Guinea
- Mesida pumila (Thorell, 1877) — da Sumatra alla Nuova Guinea
- Mesida realensis Barrion & Litsinger, 1995 — Filippine
- Mesida thorelli (Blackwall, 1877) — Isole Seychelles
  - Mesida thorelli mauritiana (Simon, 1898) — Mauritius
- Mesida wilsoni Chrysanthus, 1975 — Nuova Guinea, Arcipelago delle Bismarck
- Mesida yangbi Zhu, Song & Zhang, 2003 — Cina
- Mesida yini Zhu, Song & Zhang, 2003 — Cina

## Meta
Meta C. L. Koch, 1836
1. Meta abdomenalis Patel & Reddy, 1993 — India
2. Meta barreti Kulczyński, 1899 — Madeira
3. Meta baywanga Barrion & Litsinger, 1995 — Filippine
4. Meta birmanica Thorell, 1898 — Birmania

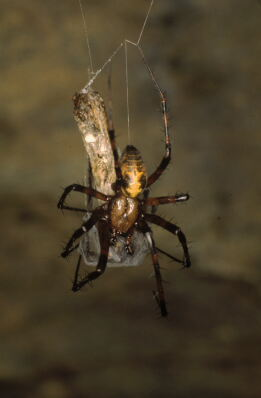
Meta menardi

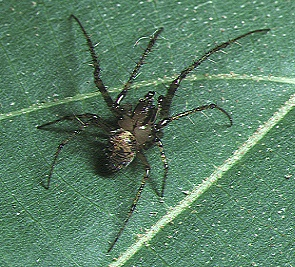
Meta reticuloides, femmina

5. Meta bourneti Simon, 1922 — dall'Europa alla Georgia, Africa settentrionale
6. Meta dolloff Levi, 1980 — USA
7. Meta gertschi Lessert, 1938 — Congo
8. Meta japonica Tanikawa, 1993 — Giappone
9. Meta longipalpis Pavesi, 1883 — Etiopia
10. Meta maculata (Blackwall, 1865) — Isole Capo Verde
11. Meta manchurica Marusik & Koponen, 1992 — Russia, Corea
12. Meta menardi (Latreille, 1804)[1] — dall'Europa alla Corea
13. Meta merianopsis Tullgren, 1910 — Africa orientale
14. Meta meruensis Tullgren, 1910 — Africa orientale
15. Meta minima Denis, 1953 — Isole Canarie
16. Meta mixta O. P.-Cambridge, 1885 — Yarkand (Cina)
17. Meta monogrammata Butler, 1876 — Queensland
18. Meta montana Hogg, 1919 — Sumatra
19. Meta nebulosa Schenkel, 1936 — Cina
20. Meta nigridorsalis Tanikawa, 1994 — Cina, Giappone
21. Meta obscura Kulczynski, 1899 — Isole Canarie, Madeira
22. Meta ovalis (Gertsch, 1933) — USA, Canada
23. Meta qianshanensis Zhu & Zhu, 1983 — Cina
24. Meta reticuloides Yaginuma, 1958 — Corea, Giappone
25. Meta rufolineata (Urquhart, 1889) — Nuova Zelanda
26. Meta serrana Franganillo, 1930 — Cuba
27. Meta shenae Zhu, Song & Zhang, 2003 — Cina
28. Meta simlaensis Tikader, 1982 — India
29. Meta stridulans Wunderlich, 1987 — Madeira
30. Meta tiniktirika Barrion & Litsinger, 1995 — Filippine
31. Meta trivittata Keyserling, 1887 — Nuovo Galles del Sud, Victoria
32. Meta turbatrix Keyserling, 1887 — Nuovo Galles del Sud
33. Meta vacillans Butler, 1876 — Rodriguez (Mauritius)
34. Meta villiersi Denis, 1955 — Guinea

## Metabus
Metabus O. P.-Cambridge, 1899
- Metabus conacyt Álvarez-Padilla, 2007 — Messico, Guatemala
- Metabus debilis (O. P.-Cambridge, 1889) — dal Messico all'Ecuador
- Metabus ebanoverde Álvarez-Padilla, 2007 — Guatemala, Repubblica Dominicana
- Metabus ocellatus (Keyserling, 1864) — dal Messico alla Guiana francese

## Metellina

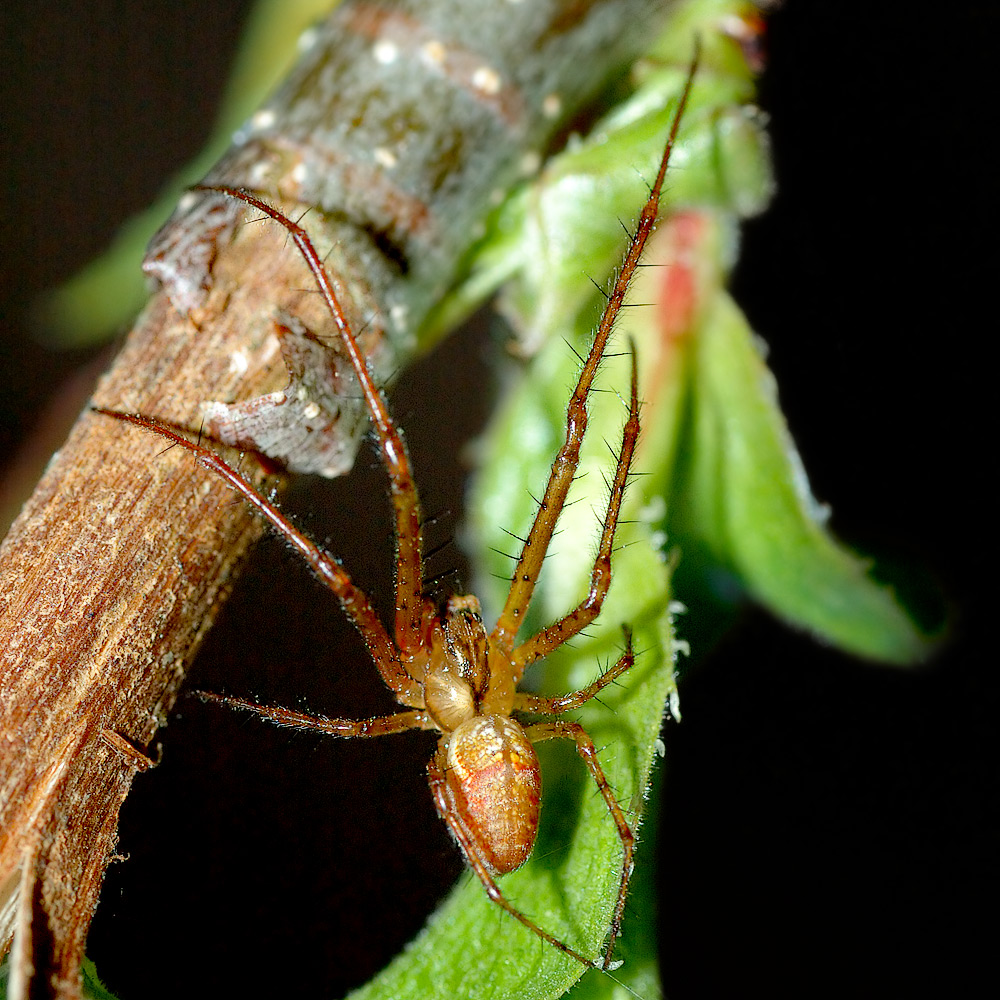
Metellina mengei

Metellina Chamberlin & Ivie, 1941
1. Metellina curtisi (McCook, 1894)[1] — America settentrionale
2. Metellina kirgisica (Bakhvalov, 1974) — Asia centrale, Cina
3. Metellina mengei (Blackwall, 1870) — dall'Europa alla Georgia
4. Metellina merianae (Scopoli, 1763) — dall'Europa alla Georgia
5. Metellina mimetoides Chamberlin & Ivie, 1941 — America settentrionale
6. Metellina orientalis (Spassky, 1932) — Asia centrale
7. Metellina segmentata (Clerck, 1757) — Regione paleartica (introdotto in Canada)

## Metleucauge
Metleucauge Levi, 1980

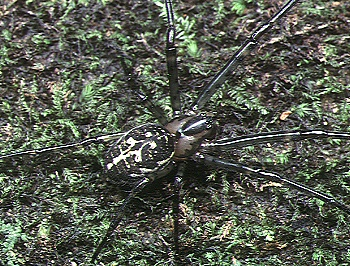
Metleucauge chikunii, femmina

- Metleucauge chikunii Tanikawa, 1992 — Corea, Taiwan, Giappone
- Metleucauge davidi (Schenkel, 1963) — Cina, Taiwan
- Metleucauge dentipalpis (Kroneberg, 1875) — Asia centrale
- Metleucauge eldorado Levi, 1980 — USA
- Metleucauge kompirensis (Bösenberg & Strand, 1906) — Russia, Cina, Corea, Taiwan, Giappone
- Metleucauge yaginumai Tanikawa, 1992 — Giappone
- Metleucauge yunohamensis (Bösenberg & Strand, 1906) — Russia, Cina, Corea, Taiwan, Giappone

## Mitoscelis
Mitoscelis Thorell, 1890
- Mitoscelis aculeata Thorell, 1890 — Giava

## Mollemeta
Mollemeta Álvarez-Padilla, 2007
- Mollemeta edwardsi (Simon, 1904) — Cile

## Nanningia
Nanningia Zhu, Kim & Song, 1997
- Nanningia zhangi Zhu, Kim & Song, 1997 — Cina

## Nanometa
Nanometa Simon, 1908
- Nanometa gentilis Simon, 1908 — Australia occidentale

## Neoprolochus
Neoprolochus Reimoser, 1927
- Neoprolochus jacobsoni Reimoser, 1927 — Sumatra

## Okileucauge

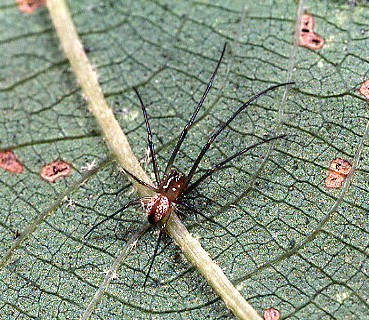
Okileucauge sasakii, maschio

Okileucauge Tanikawa, 2001
- Okileucauge hainan Zhu, Song & Zhang, 2003 — Cina
- Okileucauge nigricauda Zhu, Song & Zhang, 2003 — Cina
- Okileucauge sasakii Tanikawa, 2001 — Giappone
- Okileucauge tanikawai Zhu, Song & Zhang, 2003 — Cina
- Okileucauge tibet Zhu, Song & Zhang, 2003 — Cina
- Okileucauge yinae Zhu, Song & Zhang, 2003 — Cina

## Opadometa
Opadometa Archer, 1951
- Opadometa fastigata (Simon, 1877) — dall'India alle Filippine, Celebes
  - Opadometa fastigata korinchica (Hogg, 1919) — Sumatra
- Opadometa grata (Guérin, 1838) — Indonesia, Nuova Guinea, Isole Salomone
  - Opadometa grata anirensis (Strand, 1911) — Isole Anir (Nuova Irlanda, Arcipelago delle Bismarck)
  - Opadometa grata bukaensis (Strand, 1911) — Nuova Irlanda, Arcipelago delle Bismarck, Isole Salomone
  - Opadometa grata maitlandensis (Strand, 1911) — Nuova Irlanda, Arcipelago delle Bismarck
  - Opadometa grata mathiasensis (Strand, 1911) — Isole di San Matteo (Arcipelago delle Bismarck)
  - Opadometa grata salomonum (Strand, 1911) — Isole Salomone
  - Opadometa grata squallyensis (Strand, 1911) — Isole Squally (Arcipelago delle Bismarck)
  - Opadometa grata tomaensis (Strand, 1911) — Nuova Britannia (Arcipelago delle Bismarck)

## Opas
Opas O. P.-Cambridge, 1896
- Opas caudacuta (Taczanowski, 1873) — Perù, Guyana
- Opas caudata (Mello-Leitão, 1944) — Brasile
- Opas lugens O. P.-Cambridge, 1896 — Messico, Panama
- Opas melanoleuca (Mello-Leitão, 1944) — Brasile
- Opas paranensis (Mello-Leitão, 1937) — Brasile
- Opas trilineata (Mello-Leitão, 1940) — Brasile

## Orsinome
Orsinome Thorell, 1890
- Orsinome armata Pocock, 1901 — India
- Orsinome cavernicola (Thorell, 1878) — Ambon (Arcipelago delle Molucche)
- Orsinome daiqin Zhu, Song & Zhang, 2003 — Cina
- Orsinome diporusa Zhu, Song & Zhang, 2003 — Cina
- Orsinome elberti Strand, 1911 — Timor (Indonesia)
- Orsinome jiarui Zhu, Song & Zhang, 2003 — Cina
- Orsinome lagenifera (Urquhart, 1888) — Nuova Zelanda
- Orsinome listeri Gravely, 1921 — India
- Orsinome lorentzi Kulczynski, 1911 — Nuova Guinea
- Orsinome marmorea Pocock, 1901 — India
- Orsinome monulfi Chrysanthus, 1971 — Nuova Guinea
- Orsinome phrygiana Simon, 1901 — Malaysia
- Orsinome pilatrix (Thorell, 1878) — Ambon (Arcipelago delle Molucche)
- Orsinome sarasini Berland, 1924 — Nuova Caledonia
- Orsinome trappensis Schenkel, 1953 — Cina
- Orsinome vethi (Hasselt, 1882) — Cina, Laos, Malaysia, Sumatra, Giava
- Orsinome vorkampiana Strand, 1907 — Madagascar

## Pachygnatha
Pachygnatha Sundevall, 1823
1. Pachygnatha africana Strand, 1906 — Etiopia
2. Pachygnatha amurensis Strand, 1907 — Russia

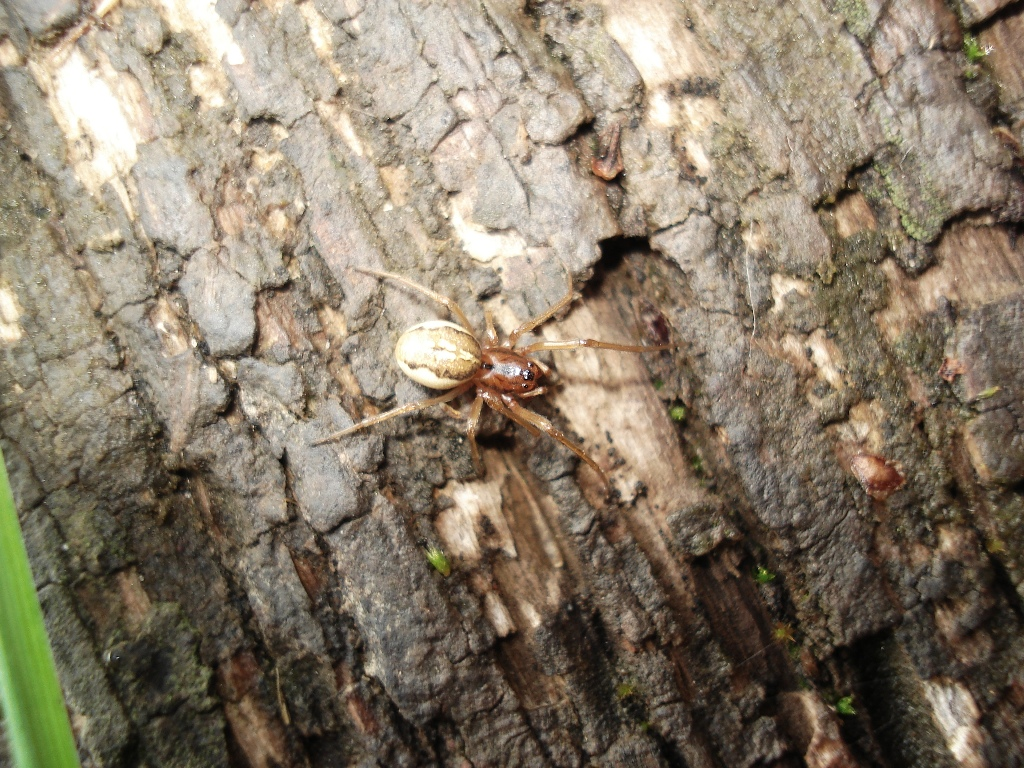
Pachygnatha clercki

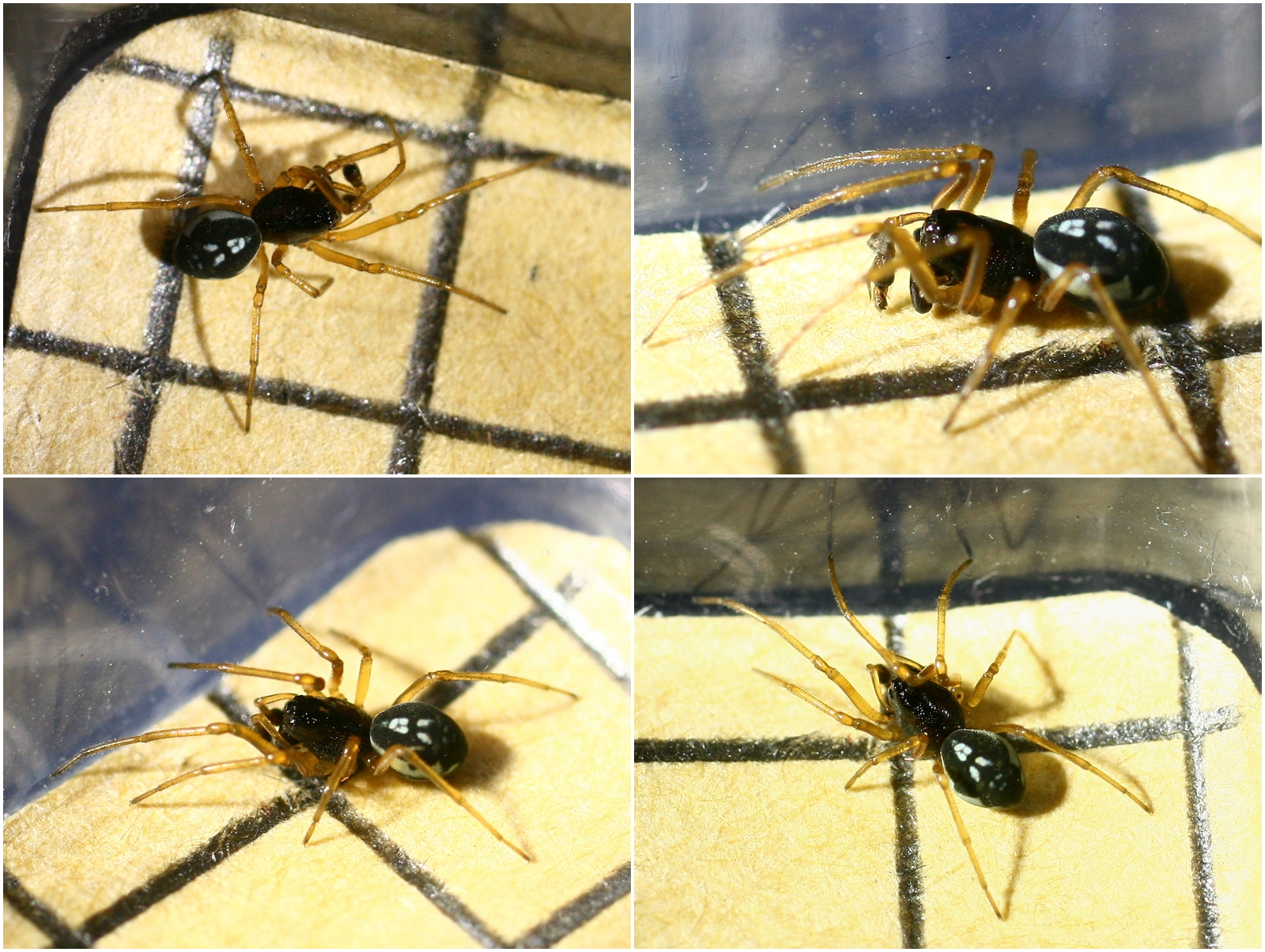
Pachygnatha degeeri

3. Pachygnatha atromarginata Bosmans & Bosselaers, 1994 — Camerun
4. Pachygnatha autumnalis Marx, 1884 — USA, Canada, Cuba
5. Pachygnatha bonneti Senglet, 1973 — Spagna
6. Pachygnatha brevis Keyserling, 1884 — USA, Canada
7. Pachygnatha calusa Levi, 1980 — USA
8. Pachygnatha clercki Sundevall, 1823[1] — Regione olartica
9. Pachygnatha clerckoides Wunderlich, 1985 — Bulgaria, Macedonia, Russia
10. Pachygnatha degeeri Sundevall, 1830 — Regione paleartica
  - Pachygnatha degeeri dysdericolor Jocqué, 1977 — Marocco
11. Pachygnatha dorothea McCook, 1894 — USA, Canada
12. Pachygnatha fengzhen Zhu, Song & Zhang, 2003 — Cina
13. Pachygnatha furcillata Keyserling, 1884 — USA
14. Pachygnatha gaoi Zhu, Song & Zhang, 2003 — Russia, Cina
15. Pachygnatha goedeli Bosmans & Bosselaers, 1994 — Camerun
16. Pachygnatha hexatracheata Bosmans & Bosselaers, 1994 — Camerun
17. Pachygnatha jansseni Bosmans & Bosselaers, 1994 — Camerun
18. Pachygnatha kiwuana Strand, 1913 — Congo
19. Pachygnatha leleupi Lawrence, 1952 — Camerun, Congo, Malawi, Zimbabwe
20. Pachygnatha listeri Sundevall, 1830 — Regione paleartica
21. Pachygnatha longipes Simon, 1894 — Madagascar
22. Pachygnatha mucronata Tullgren, 1910 — Africa orientale
  - Pachygnatha mucronata comorana Schmidt & Krause, 1993 — Isole Comore
23. Pachygnatha ochongipina Barrion & Litsinger, 1995 — Filippine
24. Pachygnatha okuensis Bosmans & Bosselaers, 1994 — Camerun
25. Pachygnatha opdeweerdtae Bosmans & Bosselaers, 1994 — Camerun
26. Pachygnatha palmquisti Tullgren, 1910 — Kenya, Tanzania
27. Pachygnatha procincta Bosmans & Bosselaers, 1994 — Camerun, Kenya
28. Pachygnatha quadrimaculata (Bösenberg & Strand, 1906) — Russia, Cina, Corea, Giappone
29. Pachygnatha rotunda Saito, 1939 — Giappone
30. Pachygnatha ruanda Strand, 1913 — Ruanda
31. Pachygnatha silentvalliensis Biswas & Roy, 2004 — India
32. Pachygnatha simoni Senglet, 1973 — Spagna
33. Pachygnatha sundevalli Senglet, 1973 — Portogallo, Spagna
34. Pachygnatha tenera Karsch, 1879 — Cina, Corea, Giappone
35. Pachygnatha terilis Thaler, 1991 — Svizzera, Austria, Italia
36. Pachygnatha tristriata C. L. Koch, 1845 — USA, Canada
37. Pachygnatha tullgreni Senglet, 1973 — Portogallo
38. Pachygnatha vorax Thorell, 1895 — Birmania
39. Pachygnatha xanthostoma C. L. Koch, 1845 — USA, Canada
40. Pachygnatha zappa Bosmans & Bosselaers, 1994 — Camerun, Kenya, Malawi, Sudafrica
41. Pachygnatha zhui Zhu, Song & Zhang, 2003 — Cina

## Parameta
Parameta Simon, 1895
- Parameta defecta Strand, 1906 — Etiopia, Somalia
- Parameta jugularis Simon, 1895 — Sierra Leone

## Parazilia
Parazilia Lessert, 1938
- Parazilia strandi Lessert, 1938 — Congo

## Pholcipes
Pholcipes Schmidt & Krause, 1993
- Pholcipes bifurcochelis Schmidt & Krause, 1993 — Isole Comore

## Pickardinella
Pickardinella Archer, 1951
- Pickardinella setigera (F. O. P.-Cambridge, 1903) — Messico

## Sancus
Sancus Tullgren, 1910
- Sancus acoreensis (Wunderlich, 1992) — Isole Azzorre
- Sancus bilineatus Tullgren, 1910 — Kenya, Tanzania

## Schenkeliella
Schenkeliella Strand, 1934
- Schenkeliella spinosa (O. P.-Cambridge, 1870) — Sri Lanka

## Tetragnatha
Tetragnatha Latreille, 1804
1. Tetragnatha acuta Gillespie, 1992 — Hawaii
2. Tetragnatha aenea Cantor, 1842 — Cina
3. Tetragnatha aetherea (Simon, 1894) — Venezuela
4. Tetragnatha albida Gillespie, 1994 — Hawaii
5. Tetragnatha americana Simon, 1905 — Cile, Argentina
6. Tetragnatha amoena Okuma, 1987 — Nuova Guinea
7. Tetragnatha anamitica Walckenaer, 1842 — Vietnam

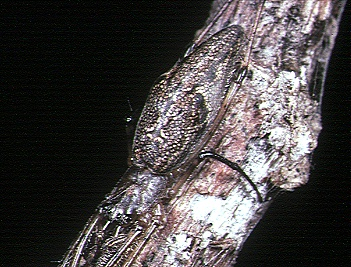
Tetragnatha bituberculata, femmina

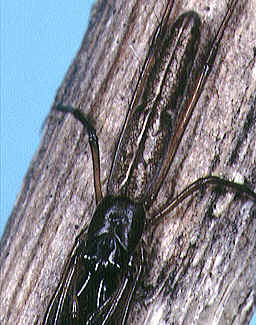
Tetragnatha ceylonica, maschio

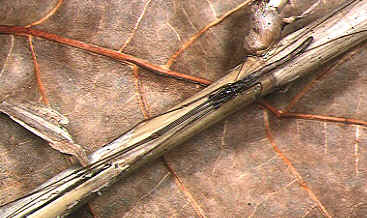
Tetragnatha chaulodius, femmina

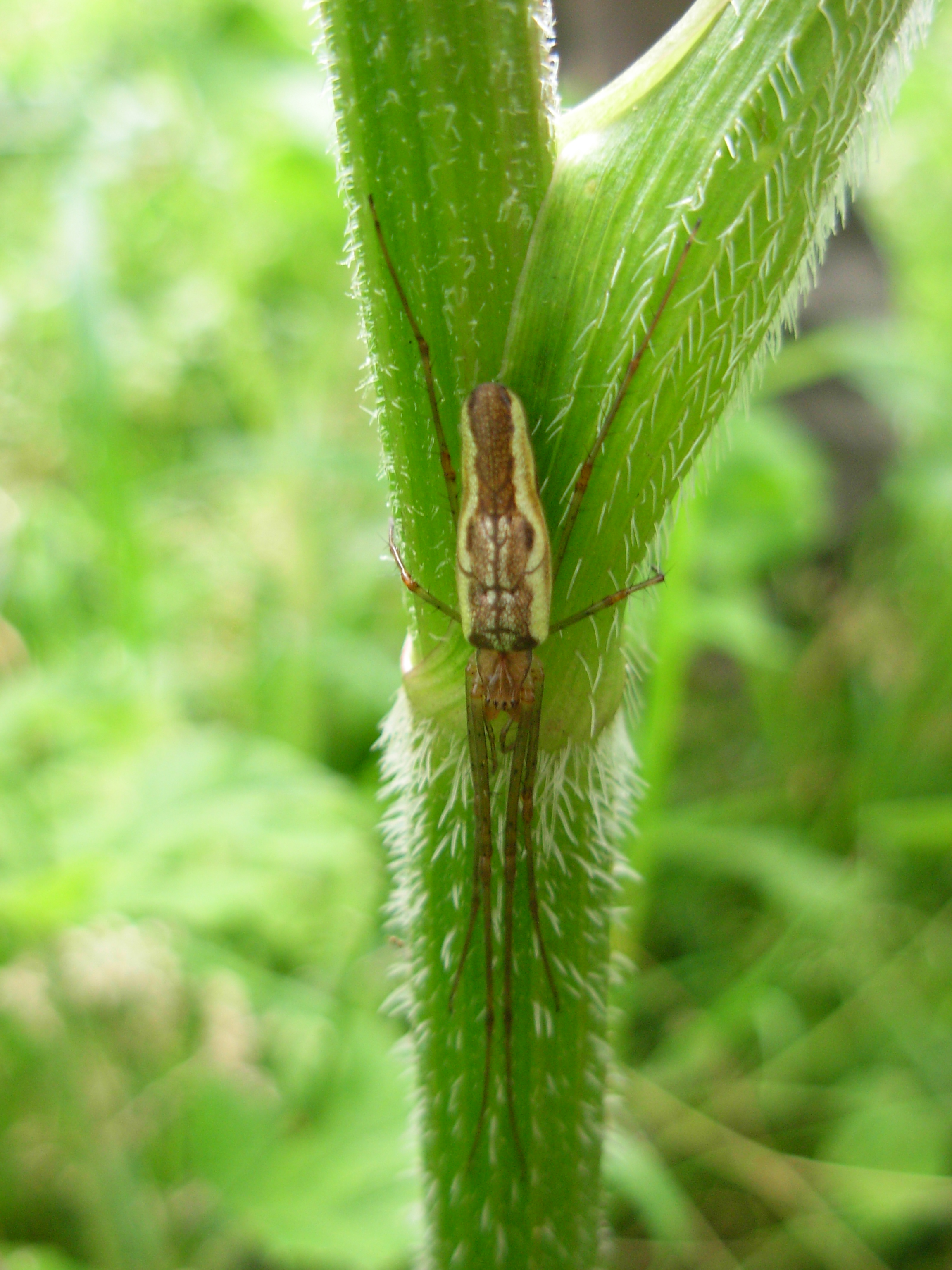
Tetragnatha extensa

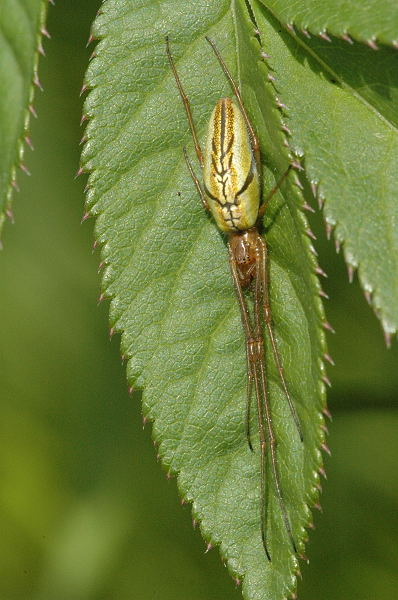
Tetragnatha extensa, femmina

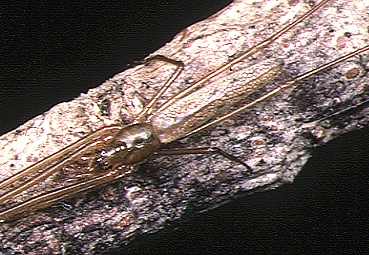
Tetragnatha iriomotensis, maschio

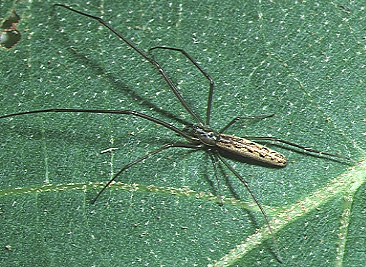
Tetragnatha iriomotensis, femmina

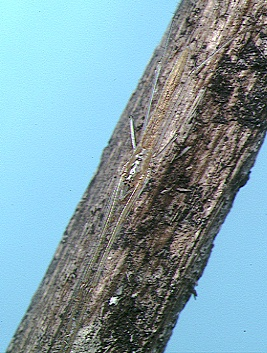
Tetragnatha javana, maschio

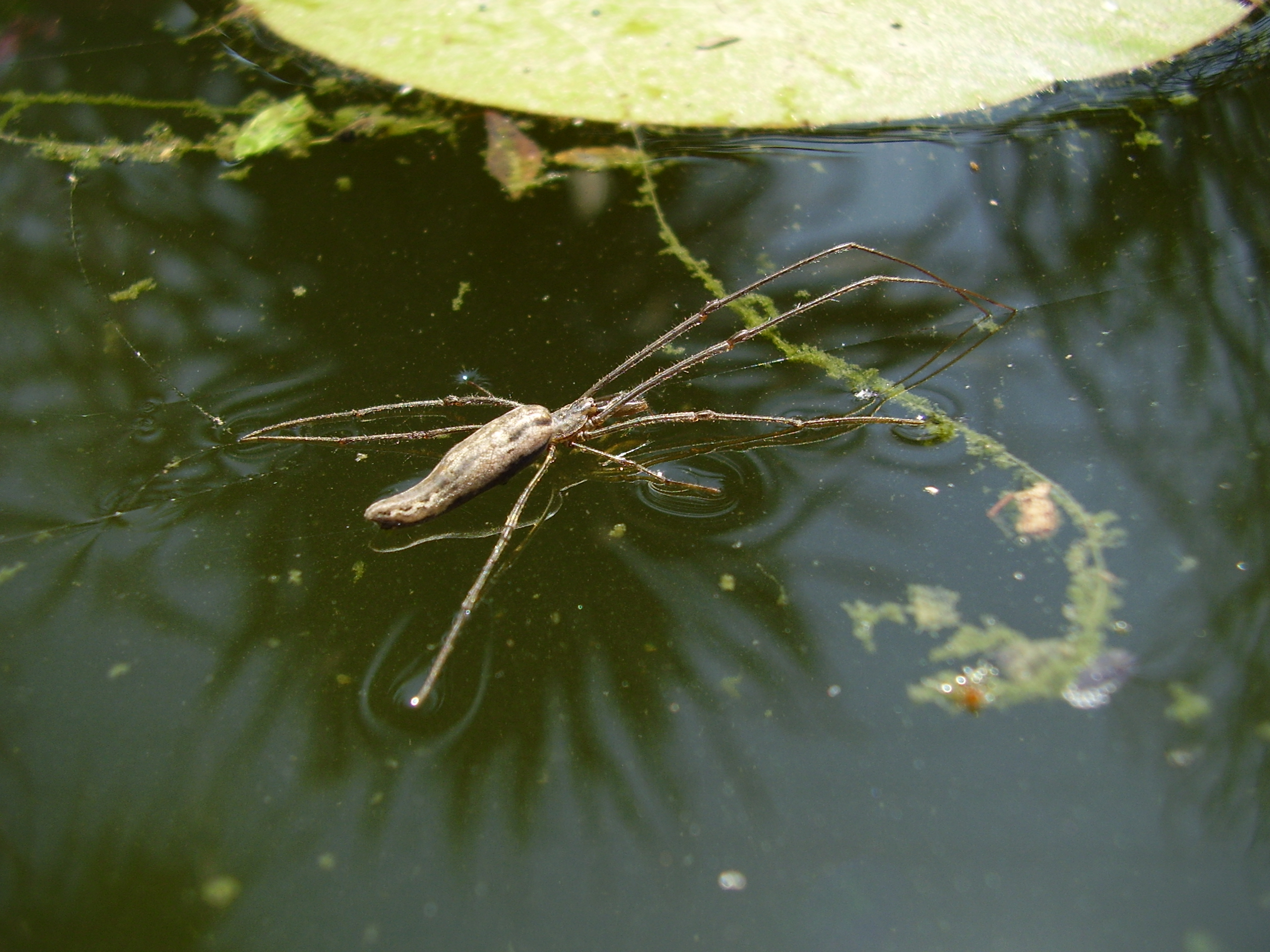
Tetragnatha laboriosa, vista dorsale

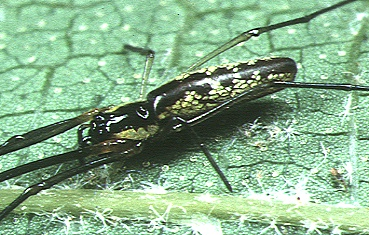
Tetragnatha lauta, femmina

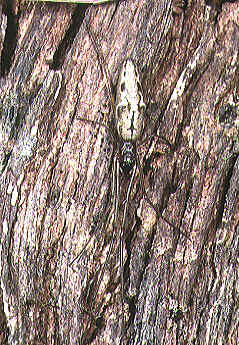
Tetragnatha makiharai, femmina

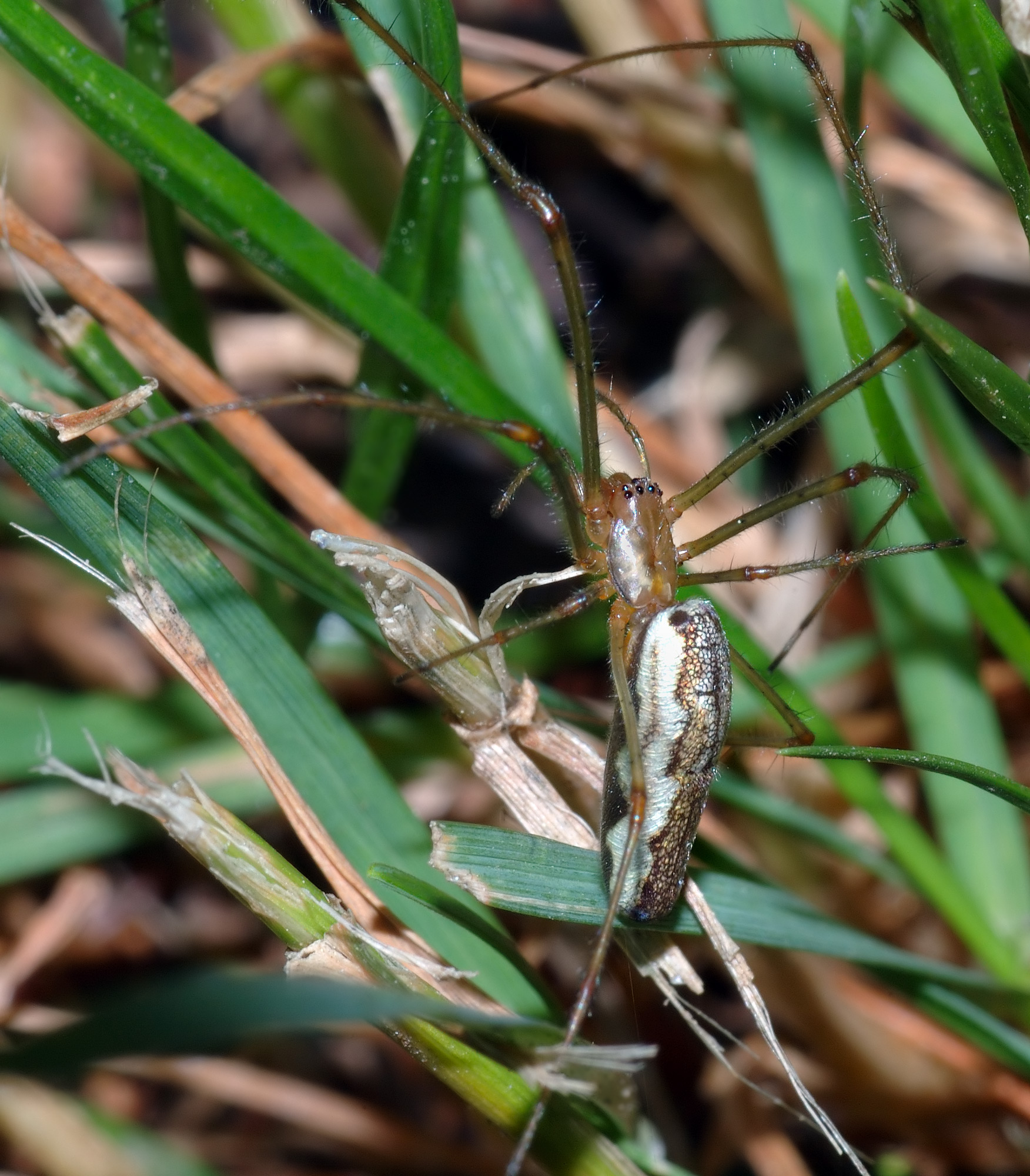
Tetragnatha montana

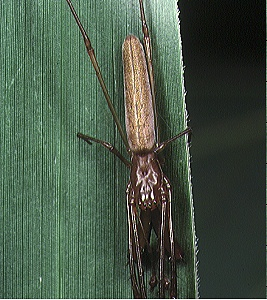
Tetragnatha nitens, maschio

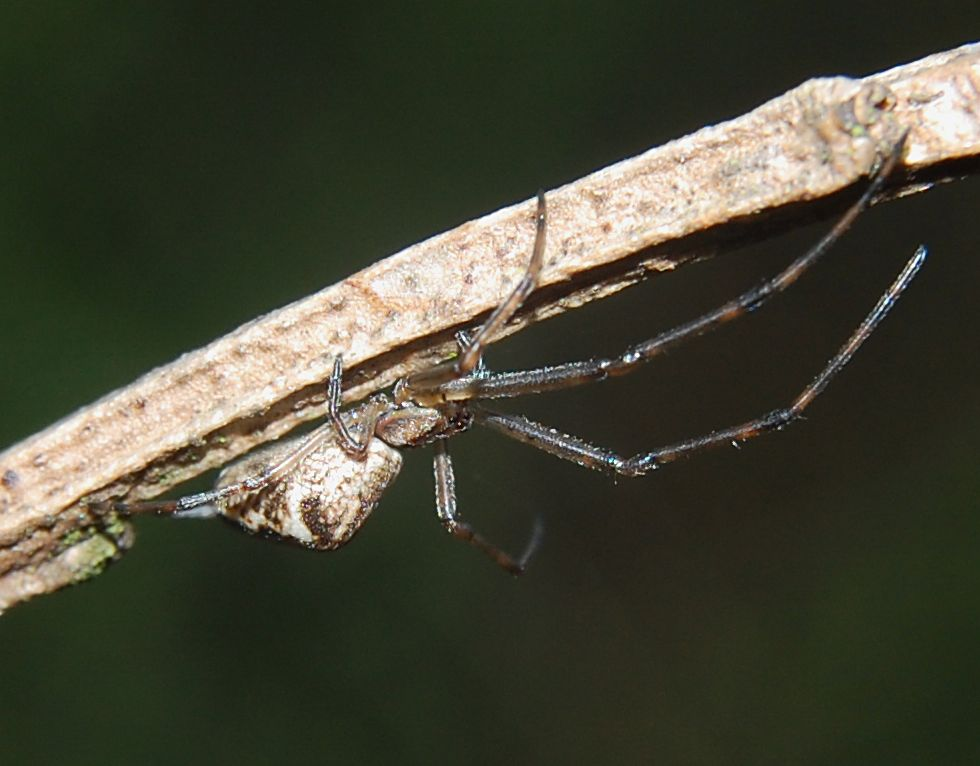
Tetragnatha obtusa

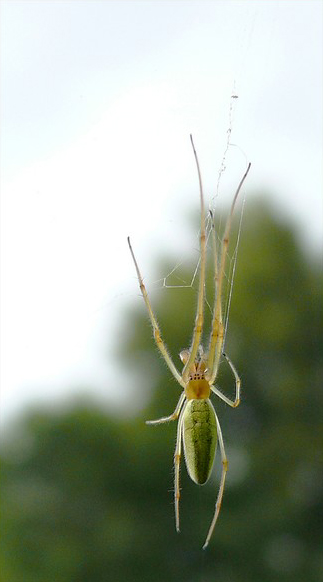
Tetragnatha pinicola

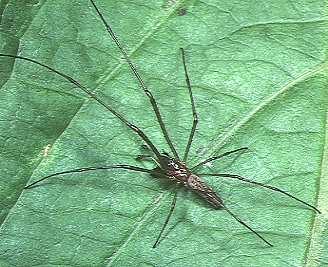
Tetragnatha praedonia, maschio

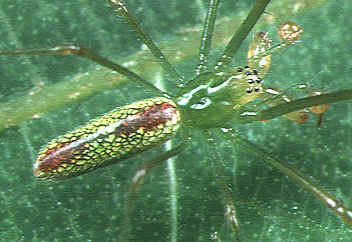
Tetragnatha squamata, maschio

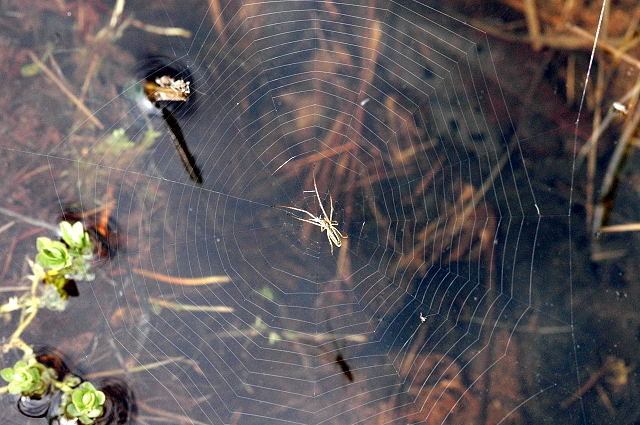
Tetragnatha striata, ragnatela

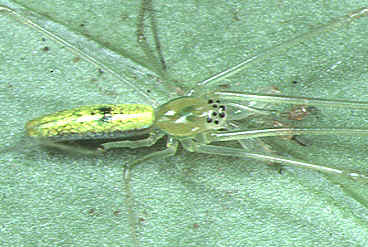
Tetragnatha tanigawai, maschio

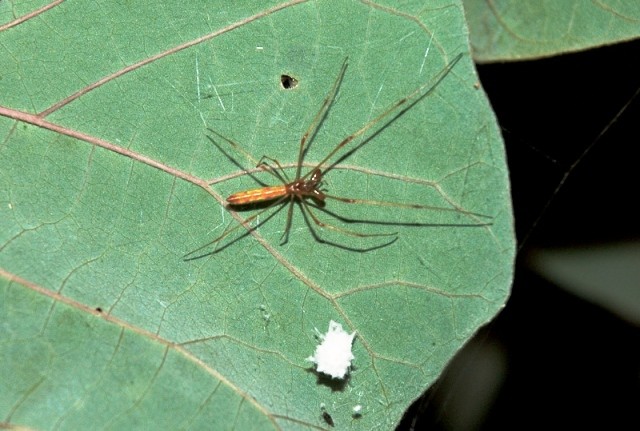
Tetragnatha viridorufa

8. Tetragnatha andamanensis Tikader, 1977 — Isole Andamane, Bangladesh
9. Tetragnatha andonea Lawrence, 1927 — Namibia
10. Tetragnatha angolaensis Okuma & Dippenaar-Schoeman, 1988 — Angola
11. Tetragnatha anguilla Thorell, 1877 — Giava, Celebes, Nuova Guinea, Australia
12. Tetragnatha angulata Hogg, 1914 — Australia occidentale
13. Tetragnatha anuenue Gillespie, 2002 — Hawaii
14. Tetragnatha argentinensis Mello-Leitão, 1931 — Argentina
15. Tetragnatha argyroides Mello-Leitão, 1945 — Argentina
16. Tetragnatha armata Karsch, 1891 — Sri Lanka
17. Tetragnatha atriceps Banks, 1898 — Messico
18. Tetragnatha atristernis Strand, 1913 — Africa centrale
19. Tetragnatha australis (Mello-Leitão, 1945) — Argentina
20. Tetragnatha baculiferens Hingston, 1927 — Birmania
21. Tetragnatha beccarii Caporiacco, 1947 — Guyana
22. Tetragnatha bemalcuei Mello-Leitão, 1939 — Paraguay
23. Tetragnatha bengalensis Walckenaer, 1842 — India
24. Tetragnatha bicolor White, 1841 — Tasmania
25. Tetragnatha bidentata Roewer, 1951 — Cile
26. Tetragnatha biseriata Thorell, 1881 — Nuova Guinea, Nuova Britannia, Arcipelago delle Bismarck, Queensland
27. Tetragnatha bishopi Caporiacco, 1947 — Guyana
28. Tetragnatha bituberculata L. Koch, 1867 — Giappone, Nuova Guinea, Australia
29. Tetragnatha boeleni Chrysanthus, 1975 — Nuova Guinea
30. Tetragnatha bogotensis Keyserling, 1865 — Colombia
31. Tetragnatha boninensis Okuma, 1981 — Giappone
32. Tetragnatha boydi O. P.-Cambridge, 1898 — dal Messico al Brasile, Sardegna, Africa, dalle Isole Seychelles alla Cina
  - Tetragnatha boydi praedator Tullgren, 1910 — Tanzania, Isole Comore
33. Tetragnatha brachychelis Caporiacco, 1947 — Tanzania, Kenya
34. Tetragnatha branda Levi, 1981 — USA
35. Tetragnatha brevignatha Gillespie, 1992 — Hawaii
36. Tetragnatha bryantae Roewer, 1951 — Portorico
37. Tetragnatha caffra (Strand, 1909) — Sudafrica
38. Tetragnatha cambridgei Roewer, 1942 — Messico, America centrale, Portorico
39. Tetragnatha caporiaccoi Platnick, 1993 — Guyana
40. Tetragnatha caudata Emerton, 1884 — America centrale e settentrionale, Cuba, Giamaica
41. Tetragnatha caudicula (Karsch, 1879) — Russia, Cina, Corea, Taiwan, Giappone
42. Tetragnatha caudifera (Keyserling, 1887) — Nuovo Galles del Sud
43. Tetragnatha cavaleriei Schenkel, 1963 — Cina
44. Tetragnatha cephalothoracis Strand, 1906 — Etiopia
45. Tetragnatha ceylonica O. P.-Cambridge, 1869 — Sudafrica, dalle Isole Seychelles alle Filippine, Nuova Britannia, Arcipelago delle Bismarck
46. Tetragnatha chamberlini (Gajbe, 2004) — India
47. Tetragnatha chauliodus (Thorell, 1890) — dalla Birmania alla Nuova Guinea, Giappone
48. Tetragnatha cheni Zhu, Song & Zhang, 2003 — Cina
49. Tetragnatha chinensis (Chamberlin, 1924) — Cina
50. Tetragnatha chrysochlora (Audouin, 1826) — Egitto
51. Tetragnatha cladognatha Bertkau, 1880 — Brasile
52. Tetragnatha clavigera Simon, 1887 — Sierra Leone, Costa d'Avorio, Congo
53. Tetragnatha cochinensis Gravely, 1921 — India
54. Tetragnatha coelestis Pocock, 1901 — India
55. Tetragnatha cognata O. P.-Cambridge, 1889 — dal Guatemala a Panama
56. Tetragnatha confraterna Banks, 1909 — Costa Rica, Panama
57. Tetragnatha conica Grube, 1861 — Russia
58. Tetragnatha crassichelata Chrysanthus, 1975 — Nuova Guinea
59. Tetragnatha cuneiventris Simon, 1900 — Hawaii
60. Tetragnatha cylindracea (Keyserling, 1887) — Queensland, Nuovo Galles del Sud
61. Tetragnatha cylindrica Walckenaer, 1842 — Nuova Guinea, Australia, Isole Figi
62. Tetragnatha cylindriformis Lawrence, 1952 — Congo
63. Tetragnatha dearmata Thorell, 1873 — Regione olartica
64. Tetragnatha decipiens Badcock, 1932 — Paraguay
65. Tetragnatha delumbis Thorell, 1891 — Isole Nicobare
66. Tetragnatha demissa L. Koch, 1872 — Sudafrica, Aldabra (Isole Seychelles), dall'Australia alle Isole Tonga
67. Tetragnatha dentatidens Simon, 1907 — Sierra Leone, Congo
68. Tetragnatha desaguni Barrion & Litsinger, 1995 — Filippine
69. Tetragnatha determinata Karsch, 1891 — Sri Lanka
70. Tetragnatha digitata O. P.-Cambridge, 1899 — Messico, Costa Rica
71. Tetragnatha eberhardi Okuma, 1992 — Panama
72. Tetragnatha elongata Walckenaer, 1842 — America centrale e settentrionale, Cuba, Giamaica
  - Tetragnatha elongata debilis Thorell, 1877 — USA
  - Tetragnatha elongata principalis Thorell, 1877 — USA
  - Tetragnatha elongata undulata Thorell, 1877 — USA
73. Tetragnatha elyunquensis Petrunkevitch, 1930 — Giamaica, Portorico
74. Tetragnatha esakii Okuma, 1988 — Taiwan
75. Tetragnatha ethodon Chamberlin & Ivie, 1936 — Panama, Portorico, Barbados
76. Tetragnatha eumorpha Okuma, 1987 — Nuova Guinea
77. Tetragnatha eurychasma Gillespie, 1992 — Hawaii
78. Tetragnatha exigua Chickering, 1957 — Giamaica
79. Tetragnatha exilima (Mello-Leitão, 1943) — Brasile
80. Tetragnatha exquista Saito, 1933 — Giappone
81. Tetragnatha extensa (Linnaeus, 1758)[1] — Regione olartica, Madeira
  - Tetragnatha extensa brachygnatha Thorell, 1873 — Svezia, Russia
  - Tetragnatha extensa maracandica Charitonov, 1951 — Russia, Asia centrale
  - Tetragnatha extensa pulchra Kulczyński, 1891 — Ungheria
82. Tetragnatha fallax Thorell, 1881 — Indonesia
83. Tetragnatha farri Chickering, 1962 — Giamaica
84. Tetragnatha filiciphilia Gillespie, 1992 — Hawaii
85. Tetragnatha filiformata Roewer, 1942 — Guyana
86. Tetragnatha filigastra Mello-Leitão, 1943 — Brasile
87. Tetragnatha filipes Schenkel, 1936 — Cina
88. Tetragnatha filum Simon, 1907 — Congo, Bioko (Golfo di Guinea), São Tomé
89. Tetragnatha flagellans Hasselt, 1882 — Sumatra
90. Tetragnatha flava (Audouin, 1826) — Egitto
91. Tetragnatha flavida Urquhart, 1891 — Nuova Zelanda
92. Tetragnatha fletcheri Gravely, 1921 — India, Bangladesh
93. Tetragnatha foai Simon, 1902 — Africa centrale e orientale
94. Tetragnatha foliferens Hingston, 1927 — Isole Nicobare
95. Tetragnatha foveata Karsch, 1891 — Sri Lanka, Isole Laccadive, Isole Maldive
96. Tetragnatha fragilis Chickering, 1957 — Panama
97. Tetragnatha franganilloi Brignoli, 1983 — Cuba
98. Tetragnatha friedericii Strand, 1913 — Nuova Guinea
99. Tetragnatha gemmata L. Koch, 1872 — Queensland
100. Tetragnatha geniculata Karsch, 1891 — dallo Sri Lanka alla Cina
101. Tetragnatha gertschi Chickering, 1957 — Panama
102. Tetragnatha gibbula Roewer, 1942 — Guiana francese
103. Tetragnatha gongshan Zhao & Peng, 2010 — Cina
104. Tetragnatha gracilis (Bryant, 1923) — USA, Antigua
105. Tetragnatha gracillima (Thorell, 1890) — Sumatra
106. Tetragnatha granti Pocock, 1903 — Socotra
107. Tetragnatha gressitti Okuma, 1988 — Borneo
108. Tetragnatha gressittorum Okuma, 1987 — Nuova Guinea
109. Tetragnatha guatemalensis O. P.-Cambridge, 1889 — America centrale e settentrionale, Cuba, Giamaica
110. Tetragnatha gui Zhu, Song & Zhang, 2003 — Cina
111. Tetragnatha hamata Thorell, 1898 — Birmania
112. Tetragnatha hasselti Thorell, 1890 — dal Bangladesh alla Cina, Celebes
  - Tetragnatha hasselti birmanica Sherriffs, 1919 — Birmania
113. Tetragnatha hastula Simon, 1907 — Sierra Leone, Gabon, Isola Principe (Golfo di Guinea)
114. Tetragnatha hawaiensis Simon, 1900 — Hawaii
115. Tetragnatha heongi Barrion & Barrion-Dupo, 2011 — Cina
116. Tetragnatha hirashimai Okuma, 1987 — Nuova Guinea
117. Tetragnatha hiroshii Okuma, 1988 — Taiwan
118. Tetragnatha hulli Caporiacco, 1955 — Venezuela
119. Tetragnatha insularis Okuma, 1987 — Isola Lord Howe
120. Tetragnatha insulata Hogg, 1913 — Isole Falkland
121. Tetragnatha insulicola Okuma, 1987 — Isola Lord Howe
122. Tetragnatha intermedia Kulczyński, 1891 — dal Portogallo alla Turchia, Russia
123. Tetragnatha iriomotensis Okuma, 1991 — Isola Okinawa
124. Tetragnatha irridescens Stoliczka, 1869 — India
125. Tetragnatha isidis (Simon, 1880) — dall'Europa a Sumatra
126. Tetragnatha iwahigensis Barrion & Litsinger, 1995 — Filippine
127. Tetragnatha jaculator Tullgren, 1910 — dall'Africa alla Cina, Nuova Guinea, Barbados, Trinidad
128. Tetragnatha javana (Thorell, 1890) — dall'Africa al Giappone, Filippine, Indonesia
129. Tetragnatha jejuna (Thorell, 1897) — Birmania
130. Tetragnatha josephi Okuma, 1988 — Singapore
131. Tetragnatha jubensis Pavesi, 1895 — Etiopia
132. Tetragnatha kamakou Gillespie, 1992 — Hawaii
133. Tetragnatha kapua Gillespie, 2003 — Isole Marchesi
134. Tetragnatha kauaiensis Simon, 1900 — Hawaii
135. Tetragnatha kea Gillespie, 1994 — Hawaii
136. Tetragnatha keyserlingi Simon, 1890 — Isole Samoa, Isole Figi, Nuove Ebridi
137. Tetragnatha khanjahani Biswas & Raychaudhuri, 1996 — Bangladesh
138. Tetragnatha kikokiko Gillespie, 2002 — Hawaii
139. Tetragnatha kiwuana Strand, 1913 — Africa centrale
140. Tetragnatha klossi Hogg, 1919 — Sumatra
141. Tetragnatha kochi Thorell, 1895 — Polinesia
142. Tetragnatha kolosvaryi Caporiacco, 1949 — Kenya
143. Tetragnatha kovblyuki Marusik, 2010 — Kazakistan
144. Tetragnatha kukuhaa Gillespie, 2002 — Hawaii
145. Tetragnatha kukuiki Gillespie, 2002 — Hawaii
146. Tetragnatha labialis Nicolet, 1849 — Cile
147. Tetragnatha laboriosa Hentz, 1850 — America centrale e settentrionale
148. Tetragnatha lactescens (Mello-Leitão, 1947) — Brasile
149. Tetragnatha laminalis Strand, 1907 — Africa orientale
150. Tetragnatha lamperti Strand, 1906 — Etiopia
151. Tetragnatha lancinans Kulczyński, 1911 — Nuova Guinea
152. Tetragnatha laqueata L. Koch, 1872 — dal Giappone alle Isole del Pacifico meridionale
153. Tetragnatha latro Tullgren, 1910 — Africa orientale
154. Tetragnatha lauta Yaginuma, 1959 — Hong Kong, Corea, Taiwan, Giappone
155. Tetragnatha lea Bösenberg & Strand, 1906 — Russia, Corea, Giappone
156. Tetragnatha lena Gillespie, 2003 — Hawaii
157. Tetragnatha lepida Rainbow, 1916 — Queensland
158. Tetragnatha levii Okuma, 1992 — Messico
159. Tetragnatha lewisi Chickering, 1962 — Giamaica
160. Tetragnatha limu Gillespie, 2003 — Hawaii
161. Tetragnatha linearis Nicolet, 1849 — Colombia, Cile
162. Tetragnatha lineatula Roewer, 1942 — Malaysia
163. Tetragnatha linyphioides Karsch, 1878 — Mozambico
164. Tetragnatha llavaca Barrion & Litsinger, 1995 — Filippine
165. Tetragnatha longidens Mello-Leitão, 1945 — Argentina, Brasile
166. Tetragnatha luculenta Simon, 1907 — Guinea-Bissau
167. Tetragnatha luteocincta Simon, 1908 — Australia occidentale
168. Tetragnatha mabelae Chickering, 1957 — Panama, Trinidad
169. Tetragnatha macilenta L. Koch, 1872 — dalle Isole Norfolk alle Isole della Società
170. Tetragnatha macracantha Gillespie, 1992 — Hawaii
171. Tetragnatha macrops Simon, 1907 — Isola Principe (Golfo di Guinea)
172. Tetragnatha maeandrata Simon, 1908 — Australia occidentale
173. Tetragnatha major Holmberg, 1876 — Argentina
174. Tetragnatha maka Gillespie, 1994 — Hawaii
175. Tetragnatha makiharai Okuma, 1977 — Russia, Giappone, Isole Ryukyu
176. Tetragnatha mandibulata Walckenaer, 1842 — Africa occidentale, dal Bangladesh alle Filippine, Australia
177. Tetragnatha maralba Roberts, 1983 — Aldabra
178. Tetragnatha margaritata L. Koch, 1872 — Queensland
179. Tetragnatha marginata (Thorell, 1890) — dalla Birmania alla Nuova Caledonia
180. Tetragnatha marquesiana Berland, 1935 — Isole Marchesi
181. Tetragnatha martinicensis Dierkens, 2011 — Martinica
182. Tetragnatha mawambina Strand, 1913 — Africa centrale
183. Tetragnatha maxillosa Thorell, 1895 — Sudafrica, dal Bangladesh alle Filippine, Nuove Ebridi
184. Tetragnatha mengsongica Zhu, Song & Zhang, 2003 — Cina
185. Tetragnatha mertoni Strand, 1911 — Isole Aru (Arcipelago delle Molucche)
186. Tetragnatha mexicana Keyserling, 1865 — dal Messico a Panama
187. Tetragnatha micrura Kulczyński, 1911 — Nuova Guinea, Isole Salomone
188. Tetragnatha minitabunda O. P.-Cambridge, 1872 — Siria
189. Tetragnatha modica Kulczyński, 1911 — Nuova Guinea
190. Tetragnatha mohihi Gillespie, 1992 — Hawaii
191. Tetragnatha montana Simon, 1874 — Regione paleartica
  - Tetragnatha montana timorensis Schenkel, 1944 — Timor (Indonesia)
192. Tetragnatha monticola Okuma, 1987 — Nuova Guinea
193. Tetragnatha moua Gillespie, 2003 — Tahiti
194. Tetragnatha moulmeinensis Gravely, 1921 — Birmania
195. Tetragnatha multipunctata Urquhart, 1891 — Nuova Zelanda
196. Tetragnatha nana Okuma, 1987 — Nuova Guinea
197. Tetragnatha nandan Zhu, Song & Zhang, 2003 — Cina
198. Tetragnatha necatoria Tullgren, 1910 — Africa orientale
199. Tetragnatha nepaeformis Doleschall, 1859 — Giava
200. Tetragnatha nero Butler, 1876 — Rodriguez (Mauritius)
201. Tetragnatha netrix Simon, 1900 — Hawaii
202. Tetragnatha nigricans Dalmas, 1917 — Nuova Zelanda
203. Tetragnatha nigrigularis Simon, 1898 — Isole Seychelles
204. Tetragnatha nigrita Lendl, 1886 — Regione paleartica
205. Tetragnatha niokolona Roewer, 1961 — Senegal
206. Tetragnatha nitens (Audouin, 1826) — zona intertropicale
207. Tetragnatha nitidiuscula Simon, 1907 — Africa occidentale
208. Tetragnatha nitidiventris Simon, 1907 — Guinea-Bissau
209. Tetragnatha notophilla Boeris, 1889 — Perù
210. Tetragnatha noumeensis Berland, 1924 — Nuova Caledonia
211. Tetragnatha novia Simon, 1901 — Malaysia
212. Tetragnatha nubica Denis, 1955 — Niger
213. Tetragnatha obscura Gillespie, 2002 — Hawaii
214. Tetragnatha obscuriceps Caporiacco, 1940 — Etiopia
215. Tetragnatha obtusa C. L. Koch, 1837 — Regione paleartica
  - Tetragnatha obtusa corsica Simon, 1929 — Corsica
216. Tetragnatha oculata Denis, 1955 — Niger
217. Tetragnatha okumae Barrion & Litsinger, 1995 — Filippine
218. Tetragnatha olindana Karsch, 1880 — Polinesia
219. Tetragnatha oomua Gillespie, 2003 — Isole Marchesi
220. Tetragnatha oreobia Okuma, 1987 — Nuova Guinea
221. Tetragnatha orizaba (Banks, 1898) — Messico, Cuba, Giamaica
222. Tetragnatha oubatchensis Berland, 1924 — Nuova Caledonia
223. Tetragnatha palikea Gillespie, 2003 — Hawaii
224. Tetragnatha pallescens F. O. P.-Cambridge, 1903 — America centrale e settentrionale, Indie Occidentali
225. Tetragnatha pallida O. P.-Cambridge, 1889 — Costa Rica, Panama
226. Tetragnatha paludicola Gillespie, 1992 — Hawaii
227. Tetragnatha paludis Caporiacco, 1940 — Etiopia
228. Tetragnatha panopea L. Koch, 1872 — Macronesia, Polinesia, Hawaii
229. Tetragnatha papuana Kulczyński, 1911 — Nuova Guinea
230. Tetragnatha paradisea Pocock, 1901 — India
231. Tetragnatha paradoxa Okuma, 1992 — Costa Rica
232. Tetragnatha paraguayensis (Mello-Leitão, 1939) — Paraguay
233. Tetragnatha parva Badcock, 1932 — Paraguay
234. Tetragnatha parvula Thorell, 1891 — Isole Nicobare
235. Tetragnatha paschae Berland, 1924 — Isola di Pasqua
236. Tetragnatha perkinsi Simon, 1900 — Hawaii
237. Tetragnatha perreirai Gillespie, 1992 — Hawaii
238. Tetragnatha peruviana Taczanowski, 1878 — Perù
239. Tetragnatha petrunkevitchi Caporiacco, 1947 — Guyana
240. Tetragnatha phaeodactyla Kulczyński, 1911 — Nuova Guinea
241. Tetragnatha pilosa Gillespie, 1992 — Hawaii
242. Tetragnatha pinicola L. Koch, 1870 — Regione paleartica
243. Tetragnatha piscatoria Simon, 1897 — Indie Occidentali
244. Tetragnatha planata Karsch, 1891 — Sri Lanka
245. Tetragnatha plena Chamberlin, 1924 — Cina
246. Tetragnatha polychromata Gillespie, 1992 — Hawaii
247. Tetragnatha praedonia L. Koch, 1878 — Russia, Cina, Corea, Taiwan, Giappone
248. Tetragnatha priamus Okuma, 1987 — Isole Salomone
249. Tetragnatha protensa Walckenaer, 1842 — dal Madagascar all'Australia, Nuova Caledonia, Repubblica di Palau (mar delle Filippine)
250. Tetragnatha puella Thorell, 1895 — Birmania, Sumatra, Nuova Guinea
251. Tetragnatha pulchella Thorell, 1877 — Sumatra, Celebes
252. Tetragnatha punua Gillespie, 2003 — Isole Marchesi
253. Tetragnatha qiuae Zhu, Song & Zhang, 2003 — Cina
254. Tetragnatha quadrinotata Urquhart, 1893 — Tasmania
255. Tetragnatha quasimodo Gillespie, 1992 — Hawaii
256. Tetragnatha quechua Chamberlin, 1916 — Perù
257. Tetragnatha radiata Chrysanthus, 1975 — Nuova Guinea
258. Tetragnatha ramboi Mello-Leitão, 1943 — Brasile
259. Tetragnatha rava Gillespie, 2003 — Tahiti
260. Tetragnatha reimoseri (Rosca, 1939) — Europa centrale e orientale
261. Tetragnatha reni Zhu, Song & Zhang, 2003 — Cina
262. Tetragnatha restricta Simon, 1900 — Hawaii
263. Tetragnatha retinens Chamberlin, 1924 — Cina
264. Tetragnatha rimandoi Barrion, 1998 — Filippine
265. Tetragnatha rimitarae Strand, 1911 — Polinesia
266. Tetragnatha riparia Holmberg, 1876 — Argentina
267. Tetragnatha riveti Berland, 1913 — Ecuador
268. Tetragnatha roeweri Caporiacco, 1949 — Kenya
269. Tetragnatha rossi Chrysanthus, 1975 — Nuova Guinea
270. Tetragnatha rouxi (Berland, 1924) — Nuova Caledonia
271. Tetragnatha rubriventris Doleschall, 1857 — Nuova Guinea, Queensland
272. Tetragnatha scopus Chamberlin, 1916 — Perù
273. Tetragnatha serra Doleschall, 1857 — dalla Thailandia ad Hong Kong, Nuova Guinea
274. Tetragnatha shanghaiensis Strand, 1907 — Cina
275. Tetragnatha shinanoensis Okuma & Chikuni, 1978 — Giappone
276. Tetragnatha shoshone Levi, 1981 — USA, Canada, Europa
277. Tetragnatha sidama Caporiacco, 1940 — Etiopia
278. Tetragnatha signata Okuma, 1987 — Nuova Guinea
279. Tetragnatha similis Nicolet, 1849 — Cile
280. Tetragnatha simintina Roewer, 1961 — Senegal
281. Tetragnatha sinuosa Chickering, 1957 — Panama
282. Tetragnatha sobrina Simon, 1900 — Hawaii
283. Tetragnatha sociella Chamberlin, 1924 — Cina
284. Tetragnatha squamata Karsch, 1879 — Russia, Cina, Corea, Taiwan, Giappone
285. Tetragnatha stelarobusta Gillespie, 1992 — Hawaii
286. Tetragnatha stellarum Chrysanthus, 1975 — Nuova Guinea
287. Tetragnatha sternalis Nicolet, 1849 — Cile
288. Tetragnatha stimulifera Simon, 1907 — Congo
289. Tetragnatha straminea Emerton, 1884 — USA, Canada, Cuba
290. Tetragnatha strandi Lessert, 1915 — Africa orientale e meridionale
  - Tetragnatha strandi melanogaster Schmidt & Krause, 1993 — Isole Comore
291. Tetragnatha streichi Strand, 1907 — Cina
292. Tetragnatha striata L. Koch, 1862 — dall'Europa al Kazakistan
293. Tetragnatha subclavigera Strand, 1907 — Congo
294. Tetragnatha subesakii Zhu, Song & Zhang, 2003 — Cina
295. Tetragnatha subextensa Petrunkevitch, 1930 — Giamaica, Portorico
296. Tetragnatha subsquamata Okuma, 1985 — Tanzania, Sudafrica
297. Tetragnatha suoan Zhu, Song & Zhang, 2003 — Cina
298. Tetragnatha sutherlandi Gravely, 1921 — India
299. Tetragnatha tahuata Gillespie, 2003 — Isole Marchesi
300. Tetragnatha tanigawai Okuma, 1988 — Isole Ryukyu
301. Tetragnatha tantalus Gillespie, 1992 — Hawaii
302. Tetragnatha taylori O. P.-Cambridge, 1890 — Sudafrica
303. Tetragnatha tenera Thorell, 1881 — India, Sri Lanka, Queensland
304. Tetragnatha tenuis O. P.-Cambridge, 1889 — dal Guatemala a Panama
305. Tetragnatha tenuissima O. P.-Cambridge, 1889 — Messico, dalle Indie Occidentali al Brasile
306. Tetragnatha tincochacae Chamberlin, 1916 — Perù
307. Tetragnatha tipula (Simon, 1894) — Africa occidentale
308. Tetragnatha tonkina Simon, 1909 — Vietnam
309. Tetragnatha torrensis Schmidt & Piepho, 1994 — Isole Capo Verde
310. Tetragnatha trichodes Thorell, 1878 — Indonesia
311. Tetragnatha tristani Banks, 1909 — Costa Rica
312. Tetragnatha trituberculata Gillespie, 1992 — Hawaii
313. Tetragnatha tropica O. P.-Cambridge, 1889 — dal Messico a Panama
314. Tetragnatha tuamoaa Gillespie, 2003 — Isole della Società
315. Tetragnatha tullgreni Lessert, 1915 — Africa centrale e orientale
316. Tetragnatha uluhe Gillespie, 2003 — Hawaii
317. Tetragnatha uncifera Simon, 1900 — Hawaii
318. Tetragnatha unicornis Tullgren, 1910 — Africa orientale e meridionale
319. Tetragnatha valida Keyserling, 1887 — Queensland, Nuovo Galles del Sud, Tasmania
320. Tetragnatha vermiformis Emerton, 1884 — dal Canada a Panama, dall'Africa meridionale al Giappone, Filippine
321. Tetragnatha versicolor Walckenaer, 1842 — America centrale e settentrionale, Cuba
322. Tetragnatha virescens Okuma, 1979 — Bangladesh, dallo Sri Lanka all'Indonesia, Filippine
323. Tetragnatha viridis Walckenaer, 1842 — USA, Canada
324. Tetragnatha viridorufa Gravely, 1921 — India
325. Tetragnatha visenda Chickering, 1957 — Giamaica
326. Tetragnatha waikamoi Gillespie, 1992 — Hawaii
327. Tetragnatha yalom Chrysanthus, 1975 — Nuova Guinea, Arcipelago delle Bismarck, Queensland
328. Tetragnatha yesoensis Saito, 1934 — Russia, Cina, Corea, Giappone
329. Tetragnatha yinae Zhao & Peng, 2010 — Cina
330. Tetragnatha yongquiang Zhu, Song & Zhang, 2003 — Cina
331. Tetragnatha zangherii (Caporiacco, 1926) — Italia
332. Tetragnatha zhangfu Zhu, Song & Zhang, 2003 — Cina
333. Tetragnatha zhaoi Zhu, Song & Zhang, 2003 — Cina
334. Tetragnatha zhaoya Zhu, Song & Zhang, 2003 — Cina

## Timonoe
Timonoe Thorell, 1898
- Timonoe argenteozonata Thorell, 1898 — Birmania

## Tylorida
Tylorida Simon, 1894
- Tylorida culta (O. P.-Cambridge, 1869) — India, Sri Lanka
- Tylorida cylindrata (Wang, 1991) — Cina
- Tylorida mengla Zhu, Song & Zhang, 2003 — Cina
- Tylorida mornensis (Benoit, 1978) — Isole Seychelles

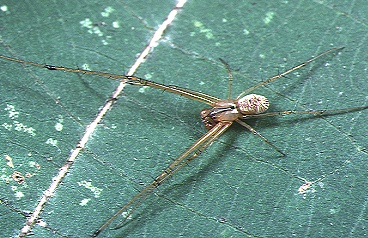
Tylorida striata, maschio

- Tylorida seriata Thorell, 1899 — Africa occidentale, Camerun
- Tylorida stellimicans (Simon, 1885) — Malaysia
- Tylorida striata (Thorell, 1877) — dalla Cina all'Australia
- Tylorida tianlin Zhu, Song & Zhang, 2003 — Cina
- Tylorida ventralis (Thorell, 1877) — dall'India a Taiwan, Giappone, Nuova Guinea

## Wolongia
Wolongia Zhu, Kim & Song, 1997
- Wolongia guoi Zhu, Kim & Song, 1997 — Cina
- Wolongia wangi Zhu, Kim & Song, 1997 — Cina

## Zygiometella
Zygiometella Wunderlich, 1995
- Zygiometella perlongipes (O. P.-Cambridge, 1872) — Israele